# 시간
시간(時間)은 사물의 변화를 인식하기 위한 개념이다. 세월(歲月) 또는 광음(光陰)이라고도 한다. 과거, 현재, 미래로 이어지는 명백히 불가역적인 연속상에서 발생한다. 시간은 물질 운동의 계기성(繼起性)의 연관이며 물질의 어떠한 운동에도 불가결한 물질 자신의 측면이다. 시간은 한때 예로부터 자주 마음 쪽에 근거를 갖는 것으로 생각되기도 했다(칸트도 시간을 직관의 형식으로 보았다). 시간은 1차원의 불가역성이 그 특징이며 3차원의 공간과 불가분한 통일을 이루어 4차원의 시간과 공간을 구성하고 있다.
시간에 대한 이해를 시도하는 것은 고대부터 철학자와 과학자들의 주된 관심사이다. 시간은 종교, 철학, 과학에서 오랫동안 중요한 연구 주제로 되어왔으나 시간의 의미에 대한 여러 갈래의 폭넓은 시각이 존재하기 때문에 논쟁의 여지가 없는 명확한 시간의 정의를 제공하는 것은 어렵다. 또한 시간이 사건의 측정을 위한 인위적인 단위에 불과한지, 아니면 사건과는 독립적으로 존재하는 물리학적 의미를 갖는 어떠한 양인지에 대해서도 정확히 알려진 바 없다. 물리학에서의 시간은 "시계가 읽는 바"를 정의한다. 물리학의 방정식에서 시간을 가역적으로 나타내는 것은 계산성의 추상면에서 그러하며, 거기에서 실재적인 시간의 가역성적 주장은 나오지 않는다.
산업혁명은 '시간'이라는 개념에 많은 변화를 가져왔다. 그 전에는 서구에서조차 기계적이고 객관적이며 측정 가능한 '시간'이라는 것에 대한 개념이 딱히 없었다. 공전과 자전에 따라 해가 뜨고 지고, 계절이 바뀌는 것을 보고 시간을 대략적으로 가늠했다고 할 수 있다. 이에 대해 예부터 발전해온 학문은 천문학이라 할 수 있다. 그런데 산업혁명 이후 과학자들과 기술자들은 시간의 측정에 관심을 기울이기 시작했다. 철도회사가 생기고, 각종 물품회사가 생기면서 객관적인 시간의 측정과 여기의 정확성은 '돈'과 직결되는 문제가 되었다. 즉, 개인과 사회, 국가에게 있어서 시간을 어떻게 활용하느냐는 경쟁력의 핵심이 된 것이다.
시간의 단위는 오랫동안 사건들 사이의 간격과 그 지속 기간에 대한 양으로 생각되어 왔다. 예를 들어, 규칙적으로 발생하는 사건들과 하늘을 가로질러 지나가는 태양의 육안 운동, 달이 차고 기우는 변화, 진자의 진동처럼, 명백하게 주기적으로 운동을 하는 물체들을 시간의 단위에 대한 표준으로 사용하여 왔던 것이다. 시간은 국제단위계(SI)와 국제량체계의 7가지 중요 물리량 중 하나이다. SI 시간 단위는 초이며 세슘 원자의 진동수를 측정함으로써 정의된다. 시간은 속도와 같은 다른 수량을 정의하기 위해 사용되므로 이러한 맥락에서 시간의 정의는 다양해진다.
현대에 들어서 아인슈타인의 상대성이론, 카를 융의 동시성 이론, 심리적이고 주관적인 시간 등이 논의되면서 어느 누구에게나 객관적인 것으로서 여겨지던 시간은 그 의미가 많이 변화하고있다. 이렇게 시간의 상대성과 주관성이 부각되기 시작하자, '시간'이라는 주제는 작가, 화가와 철학자들에게 새로운 의미로서의 중요한 테마로 자리잡게 된다. 또한 이러한 시간에 대한 관심은 현대에 들어서 시간여행, 거꾸로 가는 시간, 시간이 멈추는 등 시간에 대한 흥미로운 영화들이 제작되는 계기가 된다.

## 물리학에서의 시간

### 열역학 제 2 법칙
시간이 왜 과거에서 미래로만 직선적으로 흘러가는지에 대한 설명은 여러 가지가 있지만 그 중 한 가지는 바로 열역학 제2법칙, 즉 엔트로피(무질서도)의 증가이다. 열역학 제2법칙에 의하면 고립계에서는 항상 엔트로피가 증가하는 방향으로 변하게 되고 결국에는 엔트로피가 극대값을 가지는 평형상태에 도달하게 된다. 열역학 제2법칙에 의하면 엔트로피가 증가함에 따라 시공간의 에너지 분포가 변하게 되면 그 전의 상태로 돌아가지 않으며 커지는 쪽이 자동으로 시간이 흘러가는 미래가 된다. 이렇게 나타나는 시간의 방향성을 열역학적 시간의 화살이라 하는데 우리가 경험하는 시간의 방향성은 열역학적 시간의 방향성과 같기 때문에 시간이 거꾸로 흐르지 않는다.

### 시간의 상대성

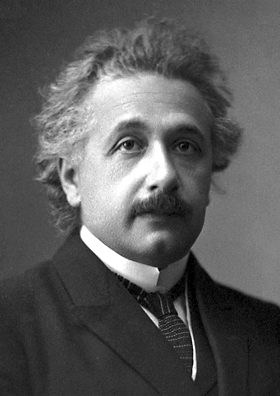
알버트 아인슈타인

#### 특수상대성이론
1905년 아인슈타인의 <운동하는 물체의 전기역학에 대하여> 라는 논문이 세상에 모습을 드러내자 시공에 대한 일대 사고의 변혁이 일어나기 시작한다. 아인슈타인이 특수 상대성 이론이라 이름붙인 이 이론은 다음의 다섯 가지 결론에 다다르게 된다. 움직이는 물체는 시간이 천천히 간다.(시간지연) 움직이는 물체는 길이가 짧아진다.(길이수축) 한 사람에게 동시에 일어난 사건은 다른 운동 상태에 있는 사람에게는 동시에 일어나지 않는다.(동시의 상대성) 움직이는 물체는 질량이 무거워진다.(질량증가) 물질과 에너지는 서로 바뀔 수 있다.(물질과 에너지의 동등성) 위와 같은 다섯 결론들은 우리가 상식적으로 받아들이고 있던 고전역학적 시간과 공간의 개념을 뒤바꾸어 놓게 된다.
아인슈타인은 빛의 속도는 관측자의 상태에 상관없이 항상 같다는 사실에 기반해 기존의 갈릴레이의 상대성이론과 뉴턴역학을 부정한다. 또한 고전물리학적 관점에 따르면 모든 위치에 있는 시계는 똑같은 시간으로 맞출 수 있을 뿐만 아니라 모두 일정하게 흘러가는데 이것 또한 아인슈타인의 특수 상대성 이론에 의해 부정된다. 그 근거는 대략 다음과 같다.
아인슈타인의 특수 상대성 이론의 기본 가정 두 가지는 다음과 같다.
1. 광속 불변의 원리(빛의 속도가 지구의 공전속도에 상관없이 299,792,458m/sec 로 항상 일정하다는 사실은 미국의 마이컬슨(Albert Abraham Michelson, 1852~1931)과 몰리(Edward Williams Morley, 1838~1923)의 실험을 통해 밝혀졌다.)
2. 어떤 관성계에서든 물리 법칙은 같다.

여기서 빛의 속도는 어떠한 경우에도 299,792,458m/sec 로 일정하다는 기본 가정에 따라 기존의 갈릴레이의 상대성 이론은 부정되게 되는데, 그 이유는 빛의 속도에는 어떠한 다른 속도도 더해지거나 감해질 수 없기 때문이다. 또한 이러한 광속 불변의 원리에 따라 ‘빛시계’를 가정하면, 움직이는 물체 안에서 시간은 더디게 간다는 결론을 도출 할 수 있다. 빛 시계는 일정한 거리를 위아래로 한 번 왕복하고 돌아오면 1초가 지나는 시계이다. 이 시계를 움직이는 기차 안에 두면, 이 빛이 이동하는 거리는 기차 밖에 있는 빛 시계의 빛이 이동하는 거리보다 길어지게 된다. 빛은 언제나 같은 속도로 움직이기 때문에 결론적으로 기차 안의 시간은 느리게 가게 되는 것이다.

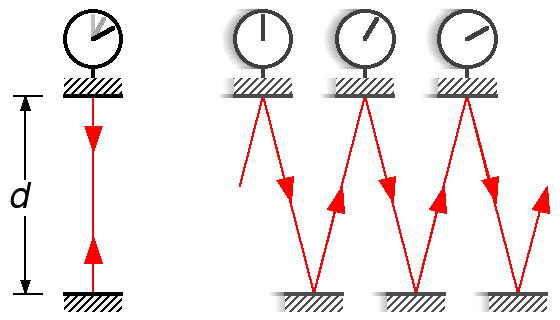
빛시계

이러한 시간지연 효과는 시간은 어디서나 누구에게나 일정한 속도로 흘러간다는 기존의 관념을 통째로 뒤엎는 것이었다. 시간은 속도와 움직임이 다른 개체들에게 모두 다르게 흘러가며 누구에게나 동일하게 흘러가는 시계란 처음부터 존재하지 않게 되는 것이다. 이러한 시간지연 효과는 인간의 감각으로는 알아 챌 수 없을 만큼 미미하기 때문에 처음에 사람들은 이러한 아인슈타인의 주장을 받아들이지 못하였다. 그러나 이 효과는 1971년, 비행기로 지구를 동쪽과 서쪽방향으로 돈 후 시계를 비교해 본 결과 실제로 서쪽으로 돈 시계는 0.000027초, 동쪽으로 돈 시계는 0.000006초 느려진 것이 확인되어 사실로 증명되었다. 또한 오늘날에는 우리들이 쓰는 스마트폰, 인공위성 등 다양한 기기에 정확한 시간을 조절하는 원리로 광범위하게 사용되고 있다.

##### 동시성의 상대성
상대성 이론에 의하면 절대적 동시라는 것은 있을 수 없다. 멈춰있는 어떤 사람에게 다른 방향에서 오는 두 불빛이 동시에 반짝인다면 이것은 그 사람에게 ‘동시에’ 일어난 사건이라 할 수 있다. 그러나 앞이나 뒤로 이동하고 있는 사람에게 이 불빛은 동시에 반짝이지 않는다. 빛의 속도는 항상 일정하기 때문이다. 즉, 움직이고 있는 사람 입장에서는 어느 순간 한 불빛과는 점점 가까워지는 반면, 다른 한 불빛과는 점점 멀어지기 때문에 가까이 다가가고 있는 불빛을 먼저 보게 되고, 멀리 떨어져가는 불빛은 나중에 보게 된다. 결론적으로, 운동 상태와 위치에 따라 서로 다른 개체들에게 ‘동시’란 모두 다르게 관측된다.

## 철학에서의 시간
불교 철학에서는 시간은 실체가 아니며 단순한 개념에 지나지 않는다고 본다. 서양 철학에서 시간과 관련된 논의는 형이상학의 시초인 플라톤 이후로 다양하게 전개되어 왔다.

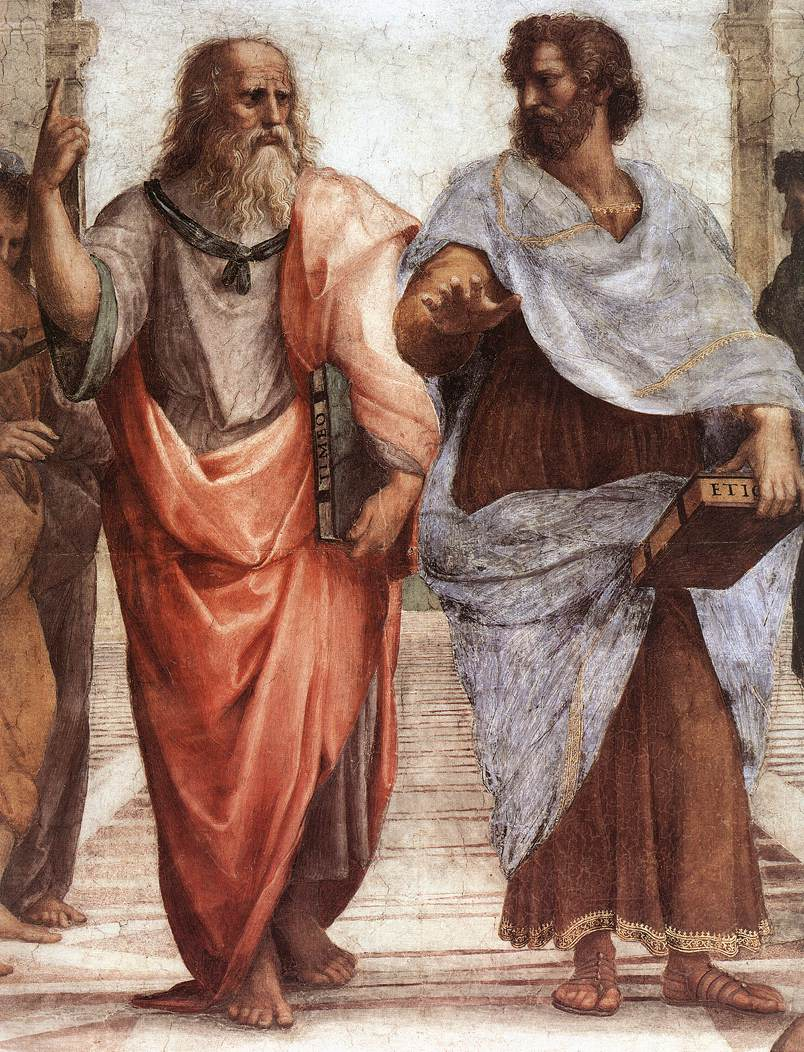
라파엘로의 아테네 학당 중 일부. 좌측이 플라톤

### 불교
불교에서는 일체의 유위법이 생멸변화할 때의 그 변화상태를 가설(假說)적으로 이름하여 시간이라고 한다. 즉, 시간이란 실체가 없는 것으로 단순히 편의상 설정된 개념에 지나지 않는다고 본다.

### 플라톤
플라톤에게 시간이란, 진정한 본질인 이데아의 모상일 뿐인 현실세계의 불완전함을 나타낼 뿐이다. 그는 사물이 본질의 순수성을 구현하기 위해서는 타자와 관계를 맺지 않은 독립적이고 부동의 상태에서 존재해야 한다고 주장했다. 시간이 흐르는 현실세계에서는 이러한 본질의 순수성이 구현되지 않고, 시간이 존재하지 않아 아무런 변화도 운동도 일어나지 않는 이데아계에서만 본질의 순수성이 구현될 수 있다. 그에게 시간은, 이데아인 영원의 모상에 불과했다.

### 중세스콜라 철학

#### 아우구스티누스
아우구스티누스는 시간의 수많은 역설과 문제를 탐구하였다. 그는 “시간은 정말로 무엇인가? 나에게 아무도 묻지 않더라도 나는 안다. 그러나 내가 질문자에게 설명하고자 한다면 나는 알지 못한다.” 라고 말하며, 시간 탐구의 어려움을 말했다. 그는 과연 ‘현재’가 과연 실제로 존재하는지, 이미 지나가 버린 과거와 아직 오지 않은 미래 사이의 형식적인 분기점으로서만 존재하는 것인지, 시간을 어떻게 과거와 현재, 미래로 분할할 수 있는지, 시간은 대체 어디에 있는 것이고 무엇인지에 대해 탐구하였다. 그는 자신이 품은 시간에 관한 일련의 물음들의 답을 인간의 ‘정신(혼)’에서 구했다. 그가 보기에 인간이 시간이 분할하여 이해하는 것은 영원 속에서 유한한 시간을 뽑아낼 수 있는 ‘정신’ 때문이었다. 영원은 시간의 연장이 아닌 신에게 귀속된, 인간이 인식할 수 없는 것이고 인간은 그가 인식할 수 있는 유한한 시간 속에서 살아가는 존재이다. 그는 창조 이전과 종말 이후는, 끝없는 시간 혹은 無 시간이 아닌, 영원성일 뿐이고, 인간이 인식하는 시간은 유한한 것이라고 주장한다. 따라서 그는, 죽음, 재생, 죽음이 반복적으로 이어지는 순환적인 시간관을 거부하였다.
아우구스티누스는 시간을 인간 정신의 산물로 보고, 인간은 신의 창조 이후 약 수천 년 동안 지속될 역사의 과정 속에서 살고 있음을 주장하였다.

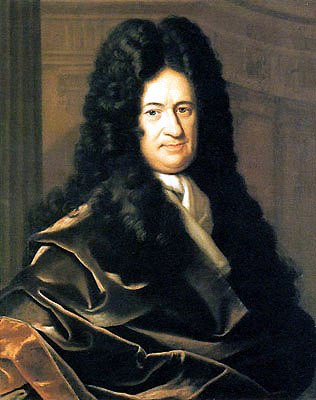
고트프리트 빌헬름 라이프니츠

#### 아퀴나스
아퀴나스는 세계가 어떻게 신에 의해 창조되었는지 설명하기 위해 독특한 시간관을 도입하였다. 그가 보기에 세상은 시간과 함께 창조된 것이지, 시간으로부터 창조된 것이 아니었다. 신은 시간과 공간에 갇혀 있는 분이 아닌, 초시간적인 존재이지만, 인간은 시간과 공간에 갇힌 존재이다.

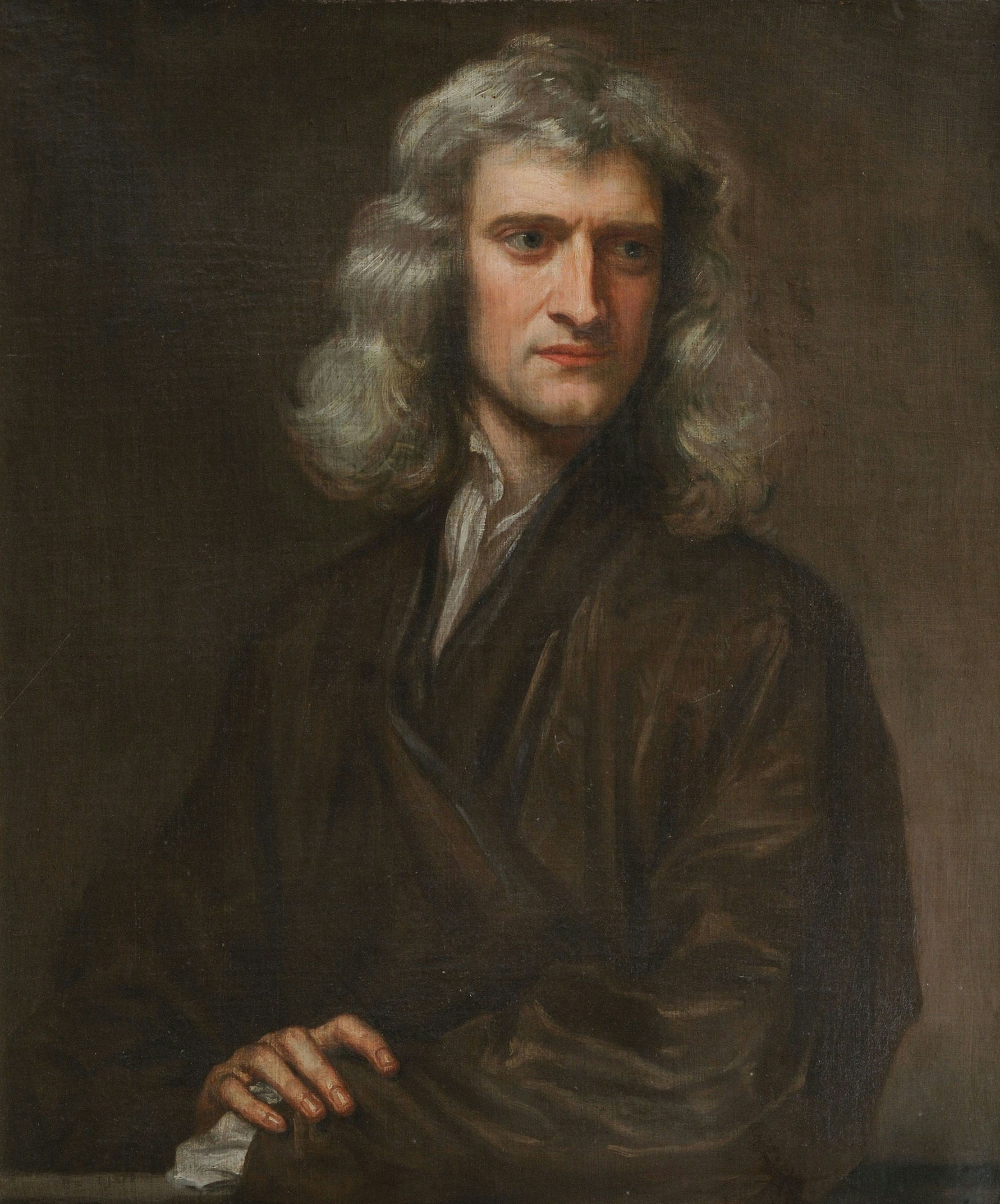
아이작 뉴턴

### 뉴턴과라이프니츠
아이작 뉴턴에게 시간은 공간과 더불어 언제 어디서든 변하지 않는, 항상 균일하게 흘러가는 실체였다. 그의 저서 《프린키피아》에서 그는 이렇게 말한다. “수학적이며 진리적인 절대시간은 외부의 그 어떤 것과 상관없이 그것 자체로 흐른다.” 사물의 존재나 변화와는 독립적으로 존재하는 뉴턴적 시간은, 사물이 생성되는 순서결과로 시간이 생긴다는 라이프니츠적 시간관과 대립관계를 이룬다.

### 칸트
근대 서구 철학의 칸트는 뉴턴과 라이프니츠를 넘어선 새로운 시간관념을 주장한다. 그는 절대시간과 절대공간은 실체가 아닌, 관념일 뿐이라고 주장한다. 칸트는 시간과 공간을 선험적 종합판단과 공간과 더불어 어떤 대상에 대한 현상학적인 인식을 가능하게 해주는, 모든 인간이 평등하게 지니고 있는 인식의 형식으로 보았다. 이 형식은 인간의 주관적인 의식이 만들어낸 도구일 뿐, 물리계에 실재하지 않는다. 칸트의 저서 형이상학 서설에 따르면, "공간과 시간은 인간이 가진 감성의 형식적 조건에 지나지 않는다." 세계를 인식할 수 있는 기본적인 형식이 인간 내부에 존재한다는 발상은 인식의 주체를 외부에서 내부로 돌림으로써 데이비드 흄의 인식론적 회의주의를 극복한, '코페르니쿠스적 전환' 이라고 할 수 있다.

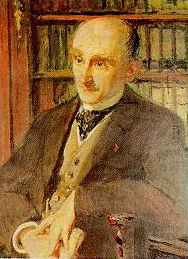
앙리 베르그송

### 앙리 베르그송
베르그송은 제논의 역설에 대해 강의하던 중, 서양 철학이 이 때까지 시간의 본성을 망각한 채 시간을 공간화해서 이해하지 않았나, 라는 물음을 갖게 되었다고 한다. 베르그송은 시곗바늘이 움직이는 공간으로 치환해서 측정하는 과학적, 물리적 시간과는 질적으로 다른 의식의 시간, 삶을 경험하는 방식으로서의 시간이 진정한 시간이라고 주장했다. 그는 이러한 의식의 시간을 지속이라고 명명했다. '지속'은 시간이 흐른다는 것, 이 흐름에 따라 생명이 변화하는 것을 의미한다. 지속으로서의 시간, 의식으로서의 시간은 내가 직접 느끼고 경험하는 '진짜' 시간이지만, 체험이 배제된 기계적 시간은 단지 형식에 불과하다.

### 하이데거
하이데거는 서양철학은, 플라톤 이후로부터 시간과 상관없이, 시간이 흘러도 변화하지 않는 본질을 찾아 쓸데없이 헤맸다고 비판하였다. 그가 보기에 진정 중요한 철학의 주제는, 본질적으로 시간적일 수밖에 없는 인간이 어떻게 시간 속에서 존재하는가?의 문제였다. 하이데거는 현존재의 진정한 의미를 ‘시간성’에서 찾는다. 인간은 ‘시간성’으로 존재하며, 인간 실존은 근본적으로 시간적이다. “시간성이란, 있어 오면서 (과거), 마주하면서 (현재), 다가감(미래)이다.”

### 헤겔
헤겔의 시간관은 칸트의 시간관, 즉 시간을 외부의 실체가 아닌 내부의 형식으로 보는 시간관을 수용한다. 그러나 그의 시간은 관념 속에서만 존재하는 추상적인 형식이라기보다는, ‘정신’ 속에서 존재하며 ‘정신’의 의미를 규정하는 시간, 즉 역사적 시간이다. 영원히 순환하는 자연적 시간이 아닌 역사적 시간 속에서 자아는 ‘자신의 고유한 동일성의 구성 원리를 간파’ 하고, 자신의 존재를 확립한다. 헤겔은 근대적 의미의 시간 의식과, 근대적 의미의 자아를 확립했다고 할 수 있다. 그는 “시간은 순수 자기의식으로서의 자아의 동일성의 원리이다. 이 시간은 고대 그리스의 자연적 시간에서처럼 만물이 시간 속에서 생성되는 원리이기보다는 시간 그 자체가 이 생성, 곧 생기와 소멸, 존재하는 사상활동, 모든 것을 생산하면서 동시에 그 산아를 절멸해 버리는 크로노스다.” 라고 말했다.

### 니체
저서 ‘차라투스트라는 이렇게 말했다’에서 니체는 그의 영원회귀적 시간관을 표현한다. “ 끝에 와서는 다시 출발점으로 돌아간다. 그것은 재귀할 뿐이다. 그것은 결국 나에게 돌아온다."

### 레비나스
레비나스는 윤리적 책임을 설명하기 위해 독특한 시간관을 도입하였다. 레비나스에 따르면, 윤리적 책임은 “기억과 역사의 시간으로 환원될 수 없는” 새로운 시간의 개념을 필요로 한다. 그는 기존의 전통적인 시간관과 달리 지속되지 않는, 중단된 시간관을 주장하였다.

## 시간과 의식

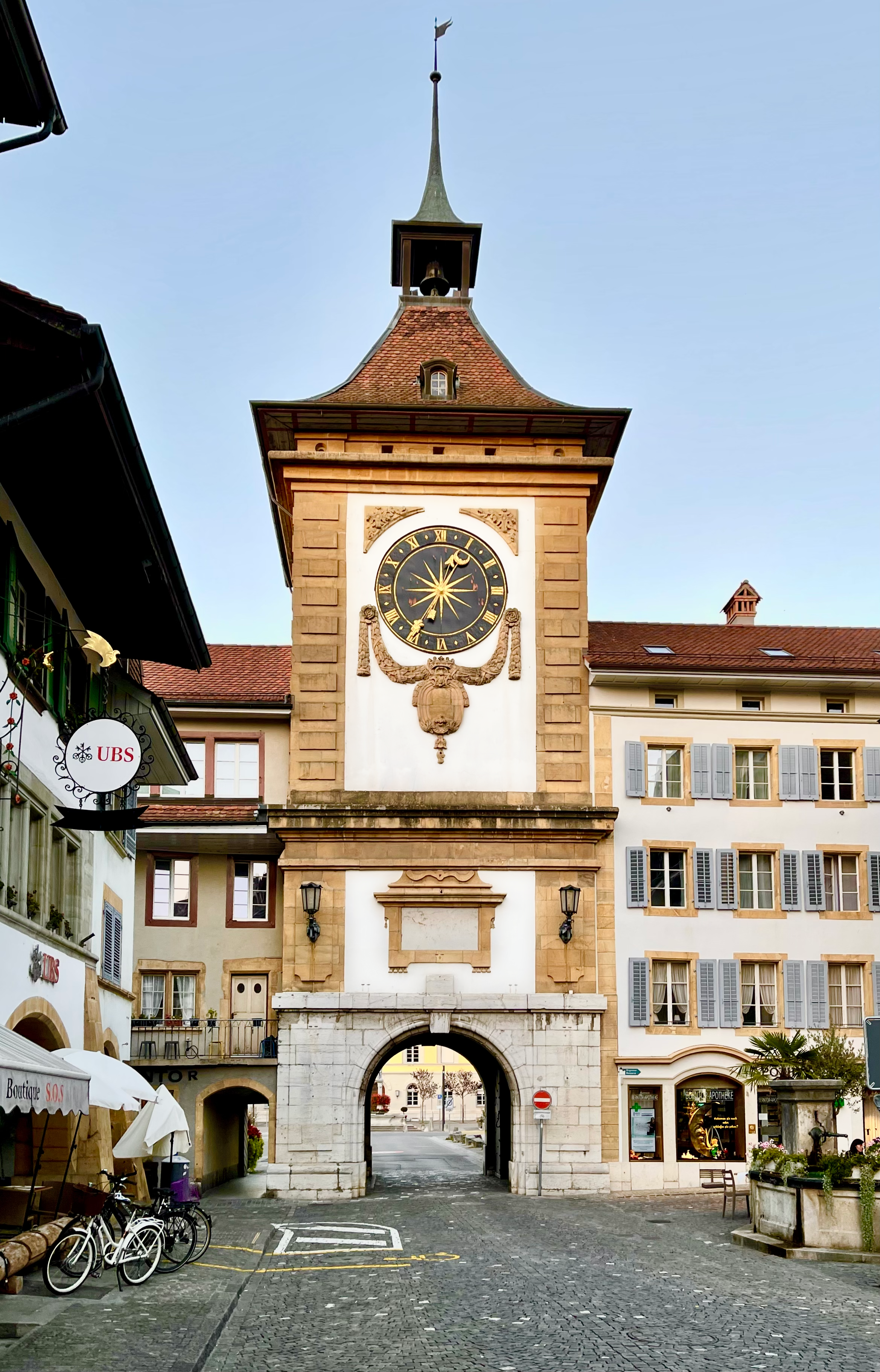
무르텐의 시계탑

### 시간의 지각
시간심리학자들의 연구 내용은 주로 사람들의 시간의 지속에 관한 지각에 대한 내용이다. 즉 사람은 사건들이 얼마나 지속되는지에 관해 어떻게 지각하는지 궁금해 한다는 뜻이다. 시간의 지속을 아는 것은 의외로 일상 생활에서 중요한 능력인데 악보를 표시된 음표만큼 연주하거나, 자신의 일을 일정한 시간 내에 끝내야 될 때 중요하게 쓰인다. 20세기 심리학자들은 사람의 인식과 시간의 지각간의 상관관계를 설명하기 위해 생체시계라는 개념을 도입하였으며 그 후에 생체시계 외에도 시간의 지각에 영향을 주는 다양한 요인을 찾아내었다. 다음의 내용은 그 요인들과 요인들이 어떻게 영향을 주는지 설명하는 내용이다.

#### 자극의 종류
19세기 후반 주로 독일과 미국에서는 다양한 실험이 이뤄졌는데 사람이 시간의 지속성을 얼마나 정확히 판단하는지, 혹은 다른 두 사건에서 어느 사건을 더 길게 지각하는지 파악하고자 하는 것이 주 내용이었다. 이 연구에 의하면 자극의 종류에 따라 지속의 차이가 있다. 실험 결과에 따르면 같은 시간 동안 가해지는 자극에 대해서는 청각적 자극을 시각적 자극보다 10~20% 정도 더 길게 인지한다. 더 흥미로운 내용은 ‘연속적 지속 착각’이라는 효과이다. 지속 시간이 똑같은 두 사건을 지각한다 하면 사람은 일정 시간보다 지속해서 주어지는 자극에 대해서는 짧은 간격을 두고 반복되는 자극보다 30%정도 더 길게 느낀다.

#### 체온
미국의 심리학자 허드슨 호글런드는 체온과 시간 인지 과정간의 관계를 발견하였다. 어느 날 호글런드의 아내가 감기로 인해 체온이 올라갔다. 호글런드는 간병하는 도중에 잠시 자리를 떴는데 아내로부터 오랫동안 어디에 가있었냐는 불평을 들었다. 실제로 그가 떠났던 시간은 매우 짧은 시간이었기 때문에 호글런드는 체온이 시간 인지 과정에 영향을 끼쳤을 것이라 추측하고 그의 아내를 대상으로 실험을 하였다. 실험 결과 사람의 체온이 올라갈수록 시간을 인지하는 과정의 속도가 빨라진다는 것을 발견하였다. 호글런드가 이 사실을 발견하였을 무렵 미셸 프랑수아라는 프랑스 심리학자도 비슷한 결과를 발표하였다(물론 허글런드는 발표 내용을 몰랐다).

#### 인간의 자각 수준
인간의 자각 수준 또한 시간 지각에 영향을 끼친다. 자동차 사고를 당하는 순간같이 목숨이 위험한 상황에 사람들의 주관적 시간이 변한다는 것을 보여주는 사례는 풍부하다. 일반적으로 이러한 상황에 처해지면 사람들은 외부 사건의 속도가 느린 것처럼 보인다. 또한 객관적으로 매우 짧은 순간에 사람들은 많은 일을 한다고 한다. 심리학자들은 생체시계의 속도가 크게 증가했을 때 일어나는 현상이라 설명한다. 인간의 자각 수준에 의해 생체시계의 속도가 크게 증가하면 외부 시간은 느려지는 것처럼 느껴지며 반응속도는 평소보다 빨라진다.

#### 나이
주변에 많은 사람들이 나이를 먹으면 먹을수록 시간이 더 빨리 지나간다고 느낀다. 이에 대해 흥미로운 실험이 있는데 바로 심리학자 퍼거스 크레이크(Fergus I. M. Craik)가 1999년에 행한 ‘노화와 시간 판단’에 관한 실험이다. 그는 우선 피실험자를 평균 나이 72.2세인 노인 그룹과 22.2세의 젊은 그룹으로 나뉘었다. 크레이크는 피실험자가 눈을 감고 30, 60, 120초를 짐작으로 세게 하는 실험과 실험자가 30, 60, 120초에 신호를 제시하면 어느 정도 시간이 흘렀는지 판단하는 실험을 수행하였다. 실험 결과는 연령에 따라 달랐는데, 시간을 세도록 하는 실험에서 노인 그룹은 실제 30초보다 더 긴 시간이 지나서야 30초가 흘렀다고 답했다. 또한 시간의 경과를 짐작하도록 했을 땐 실제 120초의 시간이 흘렀는데도 40초밖에 안 됐다고 판단했다. 심리학자는 나이가 들수록 생체시계가 느려져 외부 시간이 더 빨리 흐르는 것처럼 느낀다고 설명한다.

#### 기억
사람들에게 갑자기 ‘~한 일을 하는데 어느 정도의 시간이 흘렀나요?’라고 묻는다면 사람들은 기억을 더듬어 어느 정도의 시간이 흘렀다고 대답할 것이다. 기존의 생체시계 모델은 피실험자들에게 시간 판단이 이뤄질 것이라는 정보를 알려줬을 때에만 유용하였다. 하지만 이러한 실험들을 통해서는 위와 같이 시간 판단의 시작점을 알 수 없을 때에 생체시계가 어떻게 사람이 시간의 흐름에 대해 인지하였는지 설명할 수 없었다. 이에 1960년대 온스타인은 인간이 지니는 시간 감각은 ‘일정 시간 동안 누적된 기억’이라고 주장하였다. 즉, 기억의 ‘용량’에 의해 시간의 흐름을 인식한다는 뜻이다(오늘날 심리학자들은 사람이 시간 측정 시 대개는 기억을 기반으로 이루어진다고 한다).
“나는 자동차로 캐나다에 가는 길이었어요. 여행 중에 글 쓰는 일을 걱정하던 친구에게서 녹음기를 받았지요. 그리고 72년의 추억들을 녹음하기 시작했습니다. 72년 이야기를 끝낸 뒤 73년 이야기로 넘어갔어요. 국경에 이르렀을 때는 89년 이야기를 하고 있었지요. 녹음 테이프가 부족할 거라고 생각했지만 그렇지 않았어요. 해가 지날수록 이야기할 내용도 점점 줄어들었거든요. 점점 더 이야기할 것이 없었어요. 그 길이가 거의 일률적으로 짧아졌어요. 왜 그럴까요? 인생에서 반복되는 일이 점점 더 많아지는 걸까요? 나이가 들면 저장되는 경험들이 점점 적어질까요? 젊은 시절에는 집중력이 좋을까요? 나는 이 가정들 사이에서 결정을 내릴 수가 없군요.”
세계적인 신경의학자이자『아내를 모자로 착각한 남자』등을 쓴 베스트셀러 작가인 올리버 색스의 글이다. 위의 예시에서 온스타인의 이론은 쉽게 증명되지만 사람의 인지와 시간 지각에 대해 전부 설명한 것은 아니다.
어떤 연구에 의하면 약물에 의해 각성 능력을 증대시킨 경우에는 과거 시간의 길이에, 약물이 의해 기억 저장에 관여한 경우에 현재 기억의 길이에 영향을 미치지 못했다. 또 다른 연구에서는 기억의 ‘저장량’만 보는 온스타인의 이론은 지나친 단순화라는 결론이 나오기도 했다.

#### 관심
누구나 지하철을 기다리거나 영화극장에서 줄 서서 표사기를 기다릴 때 시간이 유난히 느리게 흐른다고 느껴봤을 것이다. 반면 하고 싶은 일을 할 때에는 시간이 순식간에 지나간 것처럼 느낀다. 이 사례는 온스타인의 이론과는 반대되는 내용이다. 온스타인의 이론에 따르면 줄을 서서 기다리는 것 보다 하고 싶은 일을 할 때에 더 많은 기억이 저장되므로 시간이 더 많이 흘렀다고 인식해야 하지만 사람들은 반대로 인식한다. 이러한 현상에 대해서는 ‘시간에 대한 관심’에 의해서 그렇다고 대답할 수 있다. 시간에 대한 관심이라는 것은 단순히 흥미를 갖는 일을 했을 때에만 시간이 빠르게 흘렀다고 느끼는 것이 아니라 관심의 집중이 필요한 까다로운 일을 할 때에도 시간이 빠르게 흐른다고 느끼는 것이다.

### 칼 구스타프 융의 동시성 이론

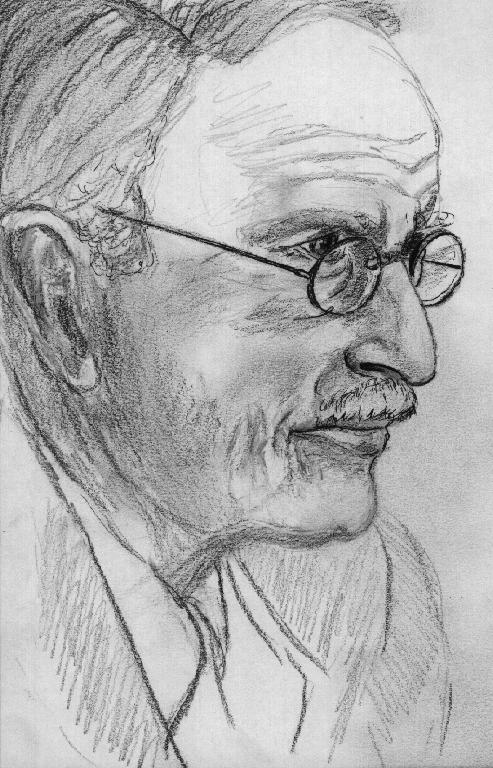
칼 구스타브 융

칼 구스타프 융이 말한 심리적 차원에서 동시성의 개념은 아인슈타인의 물리적인 상대성이론과는 차이가 있다. 아인슈타인의 상대성이론이 비교적 외부적인 물질세계의 시간의 상대성을 객관적으로 바라보려 시도한 것이라면, 칼 구스타프 융이 설명하는 동시성 현상은 인간의 의식과 외부세계와의 상호작용, 혹은 상호연결에 관한 것이다.
칼 융은 정신을 시공간 안에 존재하면서 동시에 시공간을 초월하는 존재로 보았다. 즉, 인간 관념 속의 시공간과 인과성에 대한 개념은 완전한 것이 아니다. 융은 의식의 차원을 넘어선 무의식의 차원의 무시간성, 무공간성을 제시하였다. 즉, 인간의 무의식은 현존하는 시공간을 넘어서는 다른 차원의 영역이라는 것이다. 분석심리학자이자 정신분석가였던 칼 융은 자신이 돌보았던 환자들의 기이한 경험들은 기반으로 <동시성 : 비인과적인 연결원리>Synchronizitat als ein Prinzip akausaler Zusammenhange (Zurich, 1952)이라는 논문을 발표한다. 그는 그 당시의 정상과학으로는 설명할 수 없던 과거와 미래의 혼재, 인과율의 뒤섞임, 꿈과 현실의 모호한 경계 등을 임상사례들과 직관을 기반으로 설명하려 하였다.
칼 융이 제시하는 동시성 현상의 세 가지 유형은 다음과 같다.
1. 관찰자의 의식상태와 외부의 사건이 동시적으로 일치를 보이는 경우.
2. 관찰자의 의식상태와 관찰자의 지각영역으로 포섭되지 못하는 외부의 사건이 동시적으로 일치를 보이는 경우.
3. 관찰자의 의식상태와 앞으로 일어날 미래의 사건이 일치를 보이는 경우.

즉, 여기서 동시성이란 두 사건 사이에 인과적인 연결이나, 시간적인 나열과는 상관없이, 같거나 비슷한 의미를 띈 사건이 의식과 외부세계에 동시에 일어나는 것을 뜻한다. 이러한 동시성(Synchronicity)은 의식의 차원을 넘어선 것이며, 무의식의 보완기제이고, 개인적인 측면인 동시에 원형적이며 보편적인 것이다.

## 시간의 흐름
3차원의 현실 우주는 세로·가로·높이의 방향으로 펼쳐지는 공간과, 과거에서 미래로 이어지는 시간의 흐름을 기초로 하여 성립된다. 시간은 공간과 함께 과학 및 철학의 기저를 이루는 주요한 개념이다.

### 시간과 시각의 차이
시간(時間)과 시각(時刻)이란 말이 섞여서 쓰이곤 하는데, 엄밀하게 말해 둘의 의미는 다르다. 시간의 흐름을 1차원의 직선으로 생각했을 때 직선상의 0차원의 점, 즉 시간의 어느 한 시점이 시각이며, 시각과 시각 사이의 1차원 구간이 시간이다.
시각(時刻)은 조선시대 쓰이던 시간의 단위를 뜻하기도 하며 이 단위는 하루 중의 특정한 구간을 말한다. 본문의 시각과 시간이 섞인 개념이다.

### 평균 항성시와 평균 태양시
지구를 중심으로 한 하늘의 구면(球面)을 천구(天球)라고 한다. 항성이 천구에 달라붙어 있다고 하면 북극성을 중심으로 해서 별이 동쪽에서 서쪽으로 움직이는 것은 관찰자 입장에서 천구가 약 1일에 1회전의 속도로 돌기 때문에 생기는 것으로 볼 수 있다. 이 현상을 천구의 일주 운동(日周運動)이라고 한다. 천체의 회전은 지구가 자전하는 현상이므로 이 회전축은 지구의 회전축, 즉 지구의 북극과 남극을 관통하는 직선으로, 이 직선이 천구와 교차되는 점을 각기 하늘의 북극, 하늘의 남극이라 한다. 따라서 이 점들은 천구가 회전하여도 움직이지 않는다. 우리들의 머리 위에 있는 천구상의 점, 즉 천정(天頂)과 하늘의 북극을 연결하는 큰 원을 자오선이라 부른다. 이 자오선은 시간과 함께 얼마만큼 회전하였는가를 측정하는 기준으로 삼을 수가 있다. 시각을 정의하려면, 천구상에 있는 천체가 자오선을 지나 얼마만큼 회전하였는가를 표시하면 된다. 일상 생활에 가장 관계가 깊은 것은 태양이므로 태양의 시각(時角=천체와 하늘의 북극을 연결하는 큰 원과 자오선 사이의 각)의 크기로 시각(時刻)을 나타내면 시각을 생활 주기에 쉽게 연관지을 수 있다.

### 세계시(世界時)와 협정 세계시
시각은 하늘을 보는 사람의 자오선을 기준으로 하여 측정하므로 보는 장소가 다르면 시각의 값이 달라진다. 영국의 그리니치를 통과하는 자오선으로 측정한 평균 태양시를 특히 세계시라고 부른다. 지구가 일정한 속도로 자전하고 있다면 평균 태양의 시간 각도로 결정되는 태양시의 연평균이 일정할 것이므로 평균 태양시의 정오(12시)부터 다음의 정오까지의 간격을 1평균 태양일로 하고, 이를 24시간으로 나누면 시·분·초의 시간을 정의할 수 있다. 그러나 실제로는 지구의 자전 속도는 일정하지 않다. 바닷물의 밀물과 썰물 때에 해저에서 마찰이 생기며, 이 마찰이 원인이 되어 자전 속도는 차츰 느려진다. 또한 불규칙, 돌발적인 속도의 변동도 있다. 따라서 평균 태양시로 시각을 정하는 데에 문제는 없지만, 그 시각의 간격(예를 들면 평균 태양일)으로 시간을 정의할 수는 없는 것이다. 시간의 단위인 초는 원자의 진동으로 정의된다. 세슘 원자시계로 실현되는 일정하고도 불변하는 길이의 초를 1초, 1초 더하여 가면 하나의 연속된 시간의 흐름이 형성된다. 이와 같이 해서 만들어진 시각이 세계시와 0.95초 이상 차이가 나지 않도록 한다. 만약 이 한도 이상으로 차이가 날 염려가 있을 때에는 1초를 더하거나 뺀다. 이러한 1초를 윤초라고 부른다. 이와 같이 해서 각국은 표준시를 정해놓고 있는데 이를 협정 세계시라고 부른다. 윤초는 UTC를 기준으로 6월 30일 또는 12월 31일의 23시 59분 59초 다음에 23시 59분 60초로 가산하고, 다음이 다음 날 0시 0분 0초가 된다. 한국 표준시를 기준으로 하면 1월 1일 또는 7월 1일의 오전 8시 59분 59초의 다음에 8시 59분 60초로 가산하고, 다음이 오전 9시 0분 0초가 된다.

### 공전과 자전의 비율
태양을 중심으로 도는 지구의 공전 시간과 자전 시간이 정수비(整數比)가 되는 우연은 거의 없다. 지구가 한 번 공전하는 동안에 태양에 대한 자전은 365회 남짓, 정확하게 말하면 1년은 365.24219879일(1900년 초의 값)이 된다. 즉 1년을 365일로 하면 모자라고 366일로 하면 남는다. 그 때문에 4년에 1회씩 366일로 계산하는데 이것이 윤년이다. 달은 지구의 둘레를 공전하는데, 우주공간에 대해서는 약 27.3일에 한 바퀴 돈다. 이를 1항성월이라 한다. 지구는 달을 데리고 태양의 둘레를 공전하기 때문에 지구에서 보면 만월과 다음의 만월 사이는 29.5일 정도 소요된다. 이를 1삭망월(29.53059일)이라 부른다.

## 시간의 측정

### 해시계

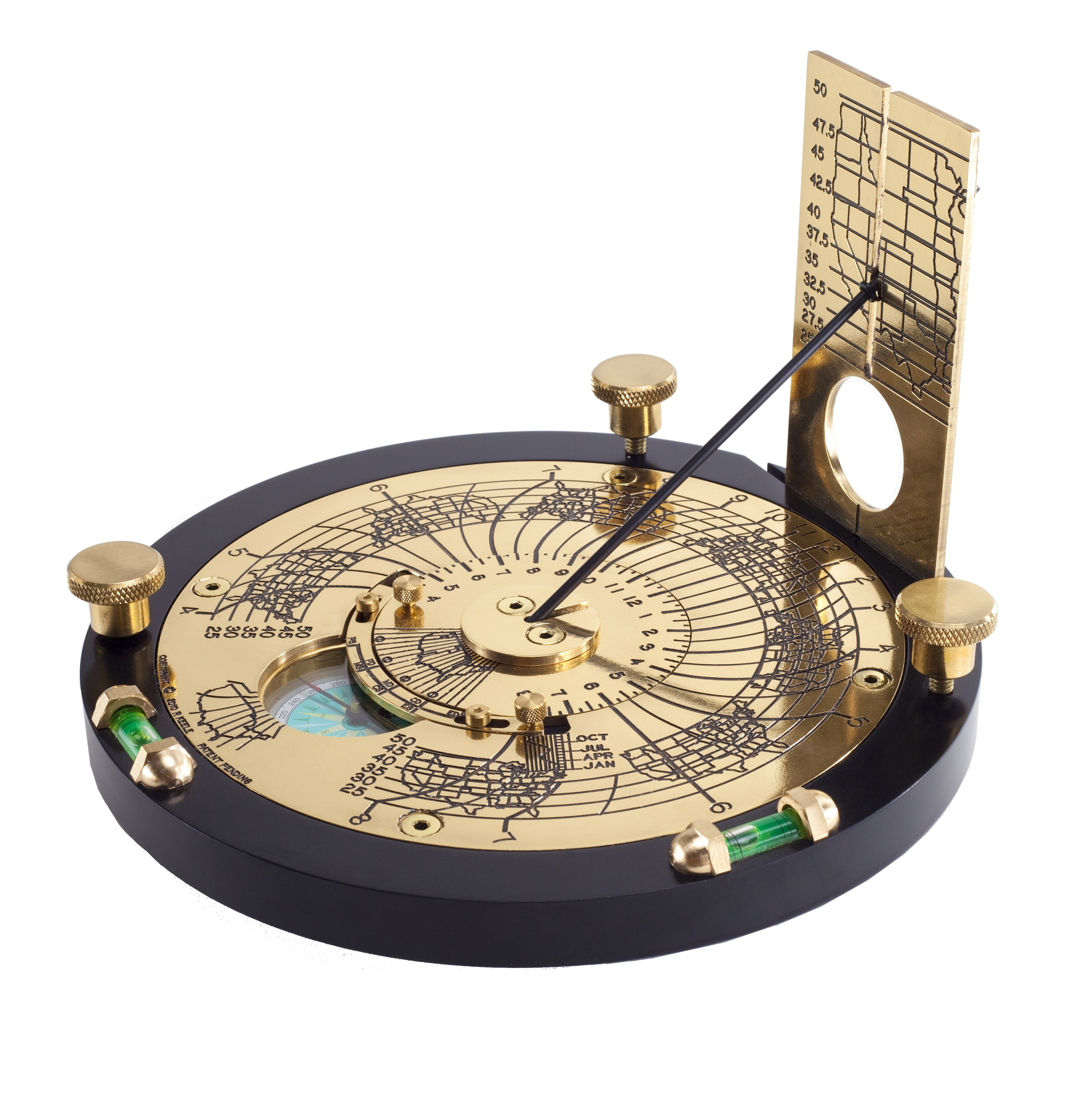
휴대용 해시계

시계 가운데 가장 오래된 것으로 해시계를 들 수 있다. 해시계란 막대기나 기둥, 또는 방첨탑(obelisk)의 그림자 길이를 측정하거나 위치 변화를 추적함으로써 지구의 주위를 돈다고 생각 되었던 태양의 움직임을 이용해 시간을 측정하는 기구를 말한다. 그런데 우선 그림자의 길이를 재는 식의 해시계(gnomon,그노몬)는 그 지역의 시간만을 가리킬 수있다는 한계가 있었다. 또한 태양의 움직임이 복잡하게 변하기 때문에 유용성이 떨어지는 문제도 생겼다. 그래서 막대기를 지구의 자전축과 평행이되게 기울이는 방법을 쓰게 되었는데 이것이 바로 선다이얼 (sun dial)의 시초이자 시계 역사의 시초가 되었다. 그 예로 고대 이집트에서는 오벨리스크가 그노몬으로 쓰였는데, 지침(指針)은 지축에 평행하게 기울어지도록 하였다. 이러한 선다이얼은 계절에 관계 없이 같은 장소에 그림자의 위치가 일정한 곳에 오지만, 그림자의 길이는 늘 변했다.
선다이얼은 기원전 1500년경에 이집트 해시계가 가장 오래된 것이지만, 이를 먼저 발명한 것은 아마도 바빌로니아 사람들이었을 것으로 추측된다. 이 후 그노몬은 기원전 6세기 초에 그리스에 소개되는 등 차츰 동·서로 전해졌다. 그러나 밤이나 날씨가 궂은 때 사용할 수 없다는 단점이 있었다. 그렇지만 17세기 까지만 해도 기계로 된 시계보다도 오히려 더 정확했다.
해시계의 도입은 시간에 대한 개념을 강화시켰을 뿐만 아니라 시간 사용에 대한 훈련도 촉진시켰다.

### 물시계

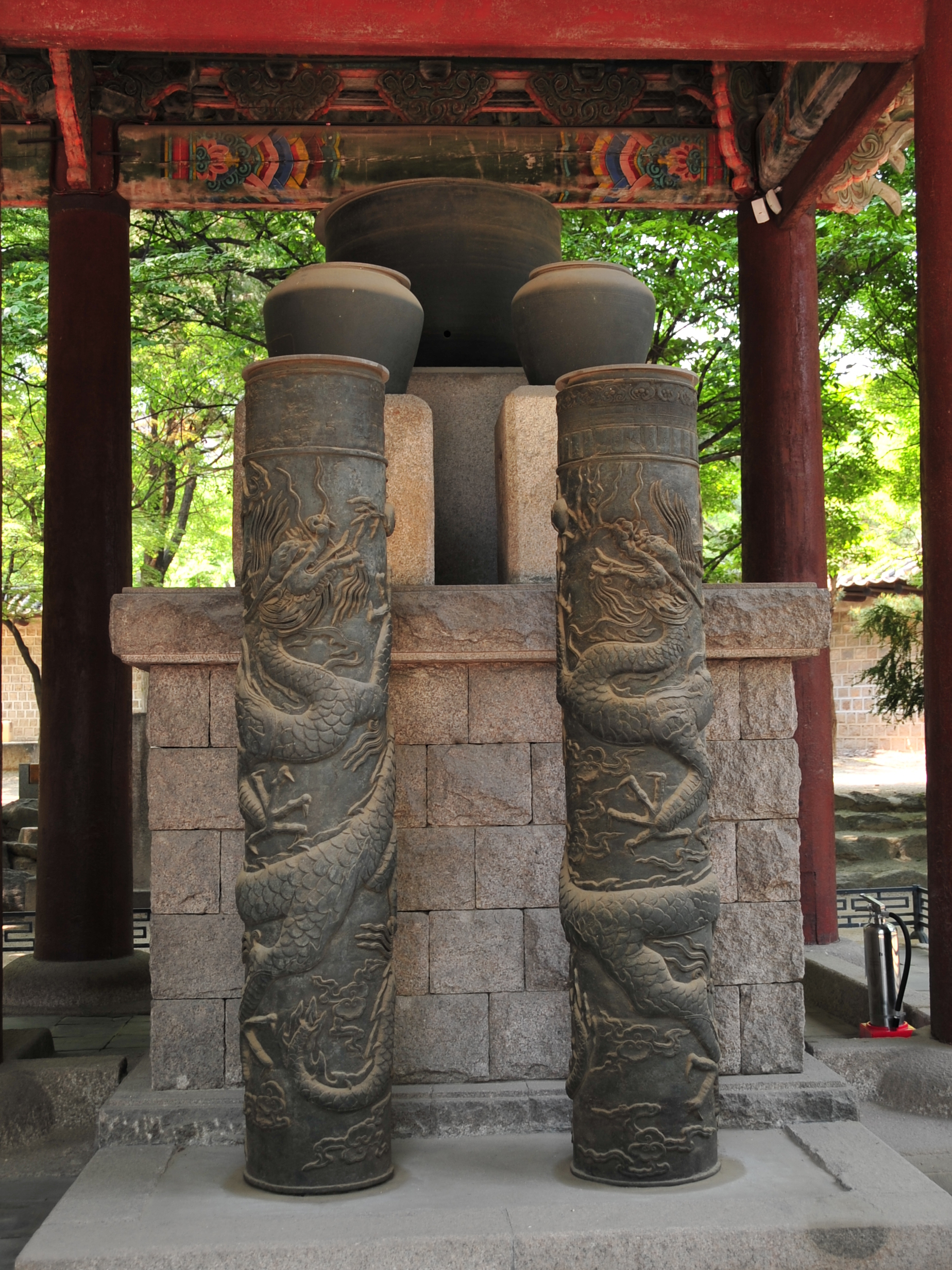
광명문 내에 전시된 자격루

해시계가 비교적 정확한 시간측정기구 이기는 했지만, 여전히 시간을 세분하는 데는 적합하지 않았다. 때문에 이 결점을 보완하여 물방울을 이용한 물시계 클랩시드라(clapsydra;물항아리)가 고안되었다. 또한 시간을 일종의 강이나 흐름 같은 것으로 보는 원초적인 관념이, 액체(물이나 수은) 나 모래 같은 것이 흐르는 속도를 이용해서 시간을 재도록 유도하였다.
물시계를 처음 발명한 것을 칼데아 사람들이나 이집트 사람들인 것으로 생각된다. 물받이를 층층이 겹쳐 놓고 물이 가장 윗쪽의 물받이로부터 아랫쪽의 물받이로 차례대로 흘러내리도록 한 것이다. 그러나 이 방법은 잘못된 것으로 판명되었는데, 물이 흐르는 속도 자체도 일정하지 않으며, 그릇의 수압이 떨어질 수록 그 속도가 느려지기 때문이다. 그렇지만 이 물시계는 고대 문명에서 널리 사용되었는데, 그 예로 기원전 100년 경 아테네에서는 공식 시간을 대중에게 가르쳐 주기 위해 시장 앞에 물시계를 세우기도 하였다. 또한 에테네와 로마의 법정에서는 발언 시간을 규제하기 위해 물시계를 사용하였다.

### 불시계

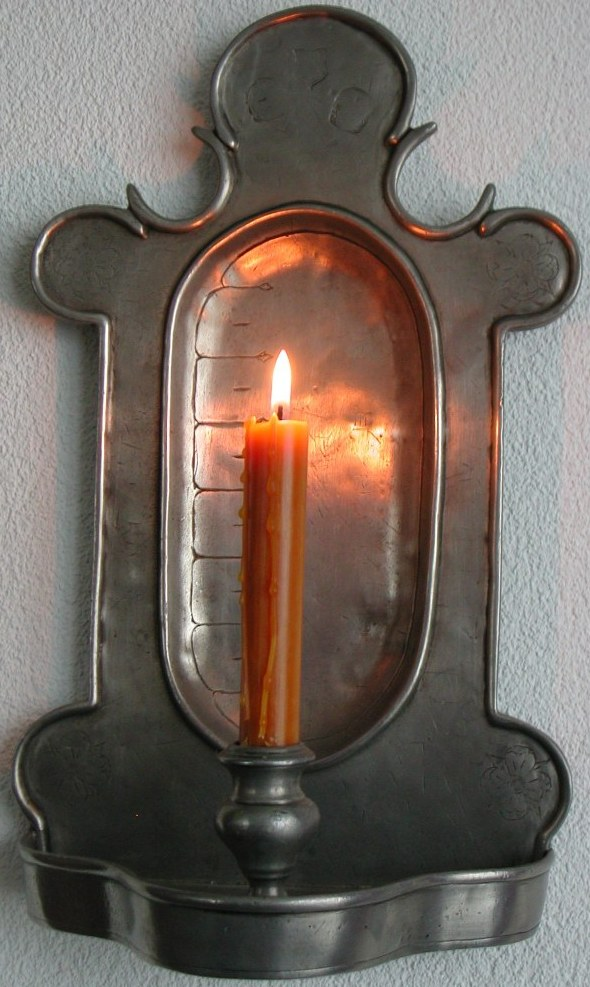
불시계

물 이외에 시간을 상징적으로 표현할 수 있는 방법 중 하나로 생각된 것은 불이었다. 1206년 아랍의 한 문헌에서는 촛불시계에 대해 묘사하고 있다. 초에 일정한 간격으로 구멍을 뚫어 공을 넣어 놓으면 초가 일정한 시간간격으로 타들어 가면서 그 공을 떨어뜨리게 된다. 초 하나가 타는 데는 열 세 시간을 기준으로 하였고, 떨어진 공은 작은 기계장치를 움직여 타고 남은 심지를 잘라내도록 되어있었다.
중국 사람들도 불을 이용해 곧잘 시간을 재곤 하였다. 대개 그들은 미로 모양의 둥근 틀을 이용했는데, 중국인들은 여기에 인화성 물질을 뿌려놓고 도화선이 타들어 가는 원리를 이용해 시간을 쟀다. 한 쪽 끝에 불을 붙이면 실이 점점 타들어가면서 가는 길목에 묶어 놓은 조약돌이 떨어지게 해 놓은 것이다. 그 불 시계의 가운데에는 주로 ‘수’(壽) 나 ‘복’(福)의 글자가 써 있었다.
유럽에서는 18세기 중엽부터 19세기에 걸쳐 1년마다 평균을 내어 평균 태양일을 정하고 이것을 24등분하여 그것을 시(hour), 시를 60등분 하여 분(minute), 분을 60등분 하여 초(second)로 하는 제도가 시작되었다.

### 기계식 시계

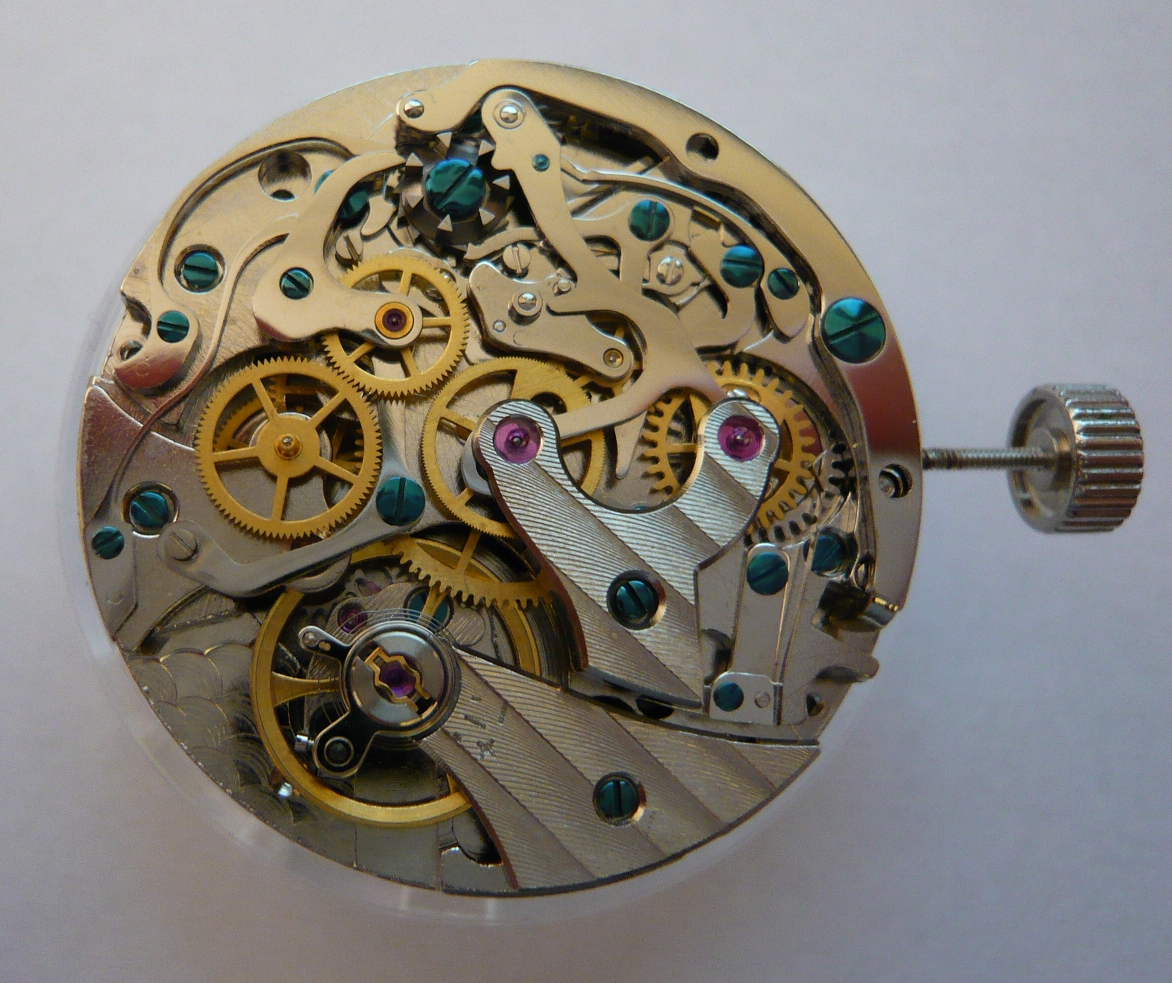
기계식 시계 무브먼트

기계식 시계는 크게 동력 공급 장치(메인 배럴), 동력 배분 장치(기어와 톱니바퀴), 동력 전달 장치(이스케이프먼트), 기어 회전 속도 조절 장치(밸런스와 포크), 시간 표시 장치(초침, 분침, 시침)으로 이루어져 있다. 먼저 용두에 의해 메인 배럴 내부 메인 스프링에 동력이 저장된다. 스프링에 저장된 동력에 의해 메인 베럴이 회전하면서 밸런스휠과 헤어스프링이 조립된 부품을 회전시킨다. 이 때 팔렛(pallet 혹은 레버lever)이라는 부품을 사용하여 밸런스휠이 계속 돌아가도록 한다. 팔렛은 밸런스휠 중앙에 위치한 주얼핀을 밀어주어 밸런스휠을 회전시킨다. 팔렛이 연속적으로 움직이도록 하기 위해 이스케이프휠이라는 부품을 사용한다. 이스케이프휠의 돌기는 팔렛 양단에 달린 보석 중 한쪽을 밀어 밸런스휠이 운동할 수 있도록 도와준다. 이스케이프휠과 팔렛의 상호작용으로 시계는 규칙적으로 움직이게 된다. 이제 동력을 제어하는 장치가 필요한데 다른 한쪽의 팔렛 주얼이 그 역할을 한다. 다른 팔렛 주얼은 롤러의 주얼핀이 돌아와 아래 팰럿 주얼을 풀어줄 때까지 동력을 정지시켜 이스케이프휠을 잡아줌으로서 동력이 필요할 때에만 제공되도록 한다. 여기에 전달되는 동력을 배분하기 위해 기어와 톱니바퀴를 사용하는데 이 기어를 사용하여 시침, 분침, 초침이 돌아가도록 한다. 보다 깊은 이해를 위해서는 미국의 해밀턴 사가 제작한 기계식 작동 원리를 설명한 동영상  을 보면 된다.

### 진자시계
1602년경 갈릴레오 갈릴레이는 진자의 진동 주기가 진폭으로부터 거의 독립적이라는 사실을 발견하였는데 이를 진자의 등시성이라 한다. 1656년에 네덜란드의 수학자이자 천문학자 크리스티안 호이겐스(1629~1695)는 진자의 위와같은 성질을 이용하여 시계의 시간조절기로 진자를 활용였고, 이전보다 정확하게 시간을 측정할 수 있게 되었다.

### 전자시계
수정시계나 원자시계와 같이 전자의 진동을 이용하여 시간을 측정하는 시계이다.

### 수정시계

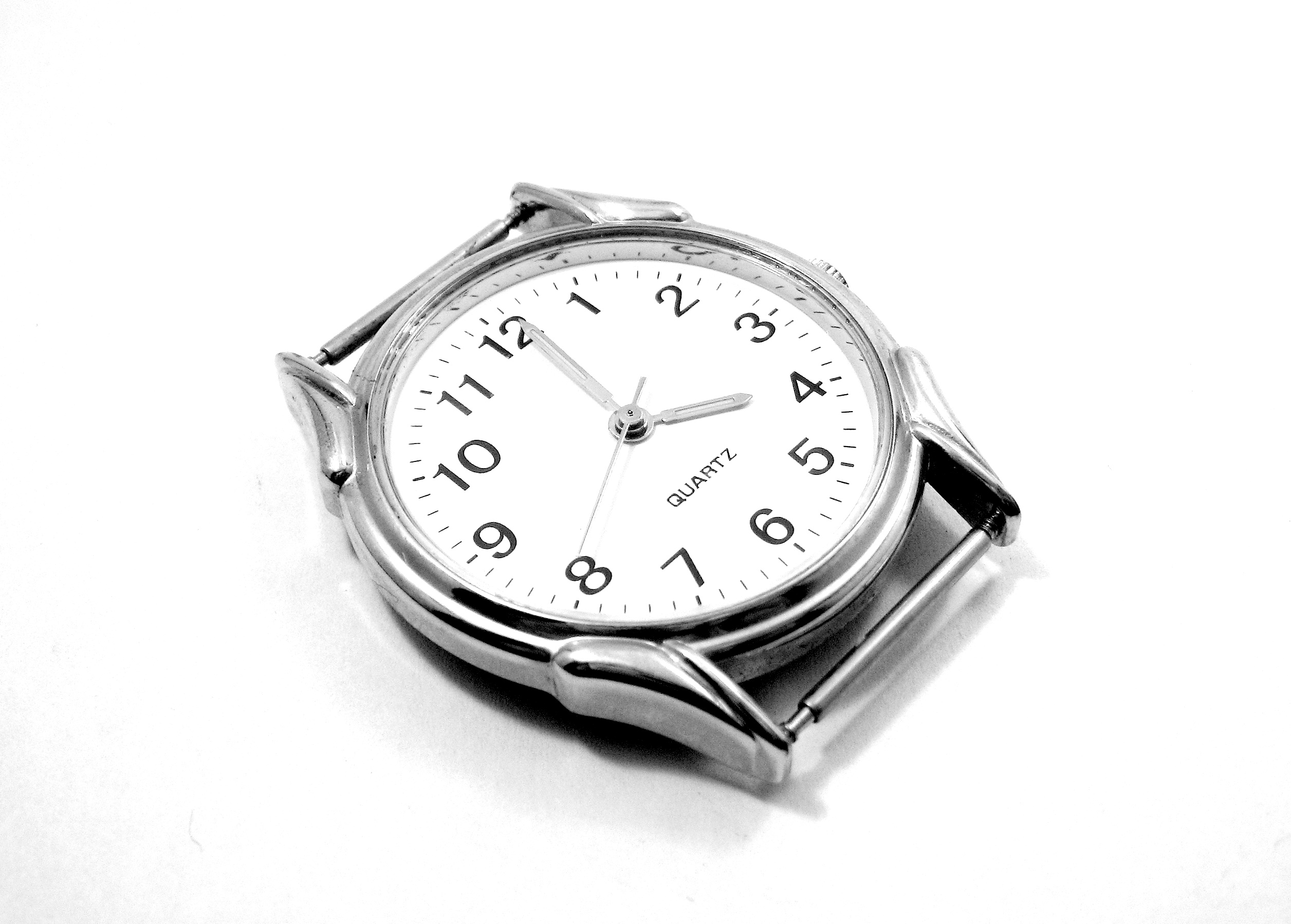

수정의 탄성진동과 압전효과를 이용한 진동자를 시간표준으로 사용하는 시계이다. 지름이 약 6.25cm인 수정고리에서 10만㎐의 진동수가 발생하면 진동수 분할이라는 과정을 거쳐 그 진동수를 감소시켜 기계식 기어장치를 통해 시계 문자반과 연결된 동기전동기에 전달한다. 10만㎐의 진동수를 1번에 600만：1의 전기식 • 기계식 조합 기어감속장치에 적용하면 시계의 초침은 변수를 제외하고선 시계관점에서 60초에 1회전 한다.

### 원자시계
원자가 기압, 온도의 영향을 받지 않고 초당 정해진 숫자로 진동한다는 점을 이용하여 수정 시계의 오차를 보정한 시계이다. 현재 국제 표준으로 지정된 것은 세슘 원자 시계로, 세슘-133(133Cs) 원자핵이 9,192,631,770번 진동하는 데 걸리는 시간을 1초로 한다.

### 핵시계
원자 주위를 도는 전자를 시계의 추로 이용하는 원자시계와 달리 원자핵의 회전하는 중성자를 시계 추로 사용하여 시간을 측정하는 시계다.

## 순환적 시간과 직선적 시간
원초적이고 원형적인 시간 개념에는 크게 다음과 같은 두가지가 있다. 하나는 시간을 돌이킬 수 없는 일직선으로 보는 것이고, 다른 하나는 시간을 순환하는 것으로 보는 것이다.

### 순환적 시간
원시 사회에서 시간은, 천체와 계절의 주기적인 순환을 관찰한 경험을 바탕으로 측정되었다. 대부분의 원시 문화에서 직선적인 시간관보다 순환적인 시간관이 우세한 현상은, 최초의 시간 측정 경험으로부터 기인한 것으로 볼 수 있을 것이다. 순환적인 시간관은, 끊임없이 돌아가는 오세아노스 강과 자기 꼬리를 물고 돌고 있는 12절기의 뱀으로 시간을 표상한 것에서 확인해볼 수 있다.

#### 인도의 순환적 시간관
인도 사람들은 '유가(yuga, 1,080,000년)'라는 시간을 기본으로 우주가 정기적으로 소멸하고 다시 생성된다고 생각하였다. 유가가 네 번 지날 때마다 (인도에서 숫자 4는 완전, 완성을 의미한다) 시간은 한 바퀴 돈 것으로 간주되는데, 이렇게 한 바퀴 도는 것을 마하유가(mahayuga)라고 하고, 마하유가는 무한히 되풀이된다. 마하 유가를 이루는 네 개의 유가 중 첫 번째 유가는 번성, 즉 황금기를 의미하고, 그 이후 두 번째, 세 번째 유가는 점점 쇠퇴하는 쇠락기를 의미하여, 마지막 유가는 모든 것의 '끝'을 의미하는 동시에 새로운 시작을 암시한다.
하나의 마하 유가는 12,000 신년(神年)-보통 세월의 단위로 4,320,000년 간 지속된다. 마하 유가가 수천번 지나가면 1겁이 된다. 1겁은, 인도 신화에서 세상의 창조, 유지, 파괴를 담당하는 세 신 중 하나인 브라흐마에게는 하루가 된다.
마하유가가 일정한 리듬으로 끝없이 순환하는 시간으로부터, 출생과 죽음이 끝없이 되풀이되는 윤회가 일어난다.

#### 성서에 나타난 순환적 시간관
성서에 나타나는 순환적 시간은, 신과 인간의 관계가 일정한 순서와 리듬에 따라 진행되고, 반복되는 것을 의미한다. 성서에서 신은, 정의와 조화와 행복의 세계를 창조하신다. 그러나 인간이 저지르는 온갖 불의와 죄악에 의해 조화로운 세상에 불협화음이 생기게 된다. 신은 죄악으로 율법을 어긴 인간을 심판하고, 인간은 자신의 죄악을 참회하여 인간 사회를 다시 질서있는 사회로 되돌린다. 조화로운 신의 세계에서 인간이 타락하고, 심판 받고, 다시 복권하는 과정이 계속해서 반복되는 것이 성서에 나타난 순환적 시간 관념이다. 카인과 아벨의 이야기, 에덴동산에서 아담의 유혹, 노아와 홍수, 바벨탑 등, 성서에 나오는 모든 이야기들은 이러한 순환적 흐름의 일부이다.
대표적으로 카인과 아벨의 이야기에서 나타난 시간 순서를 살펴보면,
1. 카인은 타락한다. (그는 질투 때문에 동생을 죽임으로써 신이 주신 율법을 어긴다.)
2. 카인은 심판에 회부된다.
3. 카인에게 형벌이 집행된다. (그가 아무리 노력해도 그의 땅은 더 이상 열매 맺지 않는다.)
4. 카인은 복권된다. (하나님은 표시를 내려 그에게 보호막을 씌운다)

성서에서 수백만 년이나 수십억년의 기간과 같은 현대 지질학이나 천문학의 절대적 시간 척도는 그다지 중요하지 않다. 문제가 되는 것은 시간의 길이가 아니라 현상들의 질서와 리듬 있고 조화로운 배음들이다. 그것들이 시간의 순환적 흐름을 규정하는 것이다. 한 번 일어난 일은, 두 번째가 되면 약간 달라지지만 아무튼 그것은 다시 일어나게 된다.

#### 고대 그리스의 창조신화에 나타난 순환적 시간관
고대 그리스의 창조신화를 다룬 헤시오도스의 <신통기>에서 순환적 시간의 개념을 찾아볼 수 있다. 그리스의 창조신화에 의하면, 시간은 땅의 여신인 가이아(Gaia)와 하늘의 신인 우라노스(Ouranos)가 같이 누운 이후에 시작된다. 우라노스는 가이아의 남편인 동시에 아들이다. 우라노스는 어머니인 가이아와 에레브스(Erebus) 사이에서 태어났다. 에레보스와 가이아는 무질서한 상태에서 뒤끓는 수많은 혼합된 특성들의 식별하기 어렵고 어두운 심연인 혼돈(chaos)에서 태어났다.
우라노스는 앞으로 태어날 자식들이 자신의 자리를 차지할지도 모른다는 두려움과 불안을 해소하기 위해 자식들을 다시 가이아의 자궁 속으로 밀어넣는다. 가이아는 시샘 많은 남편을 속이는 한편, 비밀 병기를 만들어 이 상황을 헤쳐 나가려 한다. 그녀는 아이들을 땅의 깊은 구덩이에 숨기고, 거대한 낫을 만들어 아이들에게 몰래 보여준다. 가이아가 숨긴 많은 아들 중 크로노스는 가이아가 만든 거대한 낫으로 아버지 우라노스의 남성을 거세한다. 우라노스를 죽인 크로노스는 자기 자식들을 없앴던 우라노스의 사악한 태도를 계승한다. 그는 자신의 아이들을 자궁 속으로 다시 밀어넣는 대신, 그들을 삼켜 없앤다.
아버지가 아이들을 죽이는 악순환의 반복은, 크로노스의 마지막 아들인 제우스가 크로노스를 처치함으로써 종지부를 찍게 된다. 그리스 신화에서 크로노스- Chronos-Kronos는 시간이 의인화된 것으로 표현되며, 그의 이름은 그리스어로 '시간' '원'과 '척도'를 의미한다. 로마의 라틴 문법학자/철학자 마크로비우스는 "하나의 고정된 척도로서의 시간은 하늘에서 일어나는 변화로부터 비롯된다. 시간은 하늘에서부터 시작되며 크로노스도 여기에서 탄생했다고 믿어진다. 바로 이 크로노스가 시간을 창조했다." 라고 말했다.

### 직선적 시간
오늘날 우리는 시간을 사건들이 일직선을 이룬 사슬, 수십억 년 전의 과거에서 시작되었으며 무한히 먼 미래까지 연장될 것 같은 연속된 과정으로 생각한다. 또한 현재 과학계에서도 이러한 직선적인 시간관이 우세한 위치를 점하고 있다. 서구에서는 이미 오래전부터 직선적인 시간관을 선호하는 경향이 있었고, 물리학 분야에서 시간에 대한 관념과 이론의 발전은 이러한 경향을 더욱 가속화하였다.
주관적이고 인식론적인 측면에서보면, 인간은 누구나 나이를 먹어가면서 돌이킬 수 없는 주관적인 심리의 변화를 겪게 마련이기 때문에 직선적인 시간 개념이 더욱 타당하게 생각될 수 있다고 볼 수 있다. 또한 중국에서도 순환적인 시간관과 함께 인간은 역사 속에서 겪는 경험을 통해 도덕적으로 진화해 간다는 관념이 결합되어 있었다.

#### 진화론
서구의 직선적인 시간관에 가장 크게 기여한 것 중 하나는 찰스 다윈의 진화론이었다. 다윈에 의하면, 땅위의 생명체에서 일어나는 모든 변화는 기계적이며, 결국에는 우연에 의한 것일 뿐이라고 한다. 따라서 시간은 완전히 수학적인 개념의 하나가 되는 것이다.
진화론의 논리는 대략 이렇다. 오랜 시간 전에 동물의 세포와 식물의 세포는 동일한 원형의 성질을 띄었다. 즉, 최초의 유기체는 동물과 식물의 형태를 모두 가지고 있었는데, 환경에의 적응, 효율적인 생존 전략의 선택 등의 원리에 따라 서로 다른 길로 진화해오게 된다. 달리 말해서, 식물 생활과 본능 생활, 그리고 이성적 생활. 이 세 가지 생활은 개체의 본성의 차이에 따라 유기체가 물질적 세계에 적응하고 자신의 생존에 필요한 에너지와 정보를 획득하는 최적의 비율을 찾는 방향으로 분배된다.
하나의 개체가 가장 효과적인 적응 양식을 선택하고 발전시켜 왔다고 하더라도, 여전히 다른 적응양식이 희미하게 그 안에 남아있는 것을 볼 수 있다. 예를 들어 인간에게도 이성적인 측면뿐만이 아니라 식물의 무감각적 측면과 동물의 본능적 측면이 여전히 남아있다. 그러나 이러한 진화의 길을 되돌리는 것은 불가능하다. 즉, 인간이 식물의 무감각적 측면이나 동물의 본능적 측면을 주된 생존전략으로 다시 선택하고 발전시키는 것은 비효율적이며 무의미하다. 이러한 논의는 자연스럽게 시간을 어떤 직선적인 흐름으로 가정하게 되는 것이며, 우연적인 자연선택이 가능한, 객관적이고 기계적인 시간을 전제하게 하는 것이다.

## 예술작품 속에 녹아있는 시간

### 살바도르 달리
스페인 출신의 초현실주의 화가이자 영화감독이다.
1. 시간의 숭고(1977~1984. 브론즈. 90X72X154cm)

조각조각 나뉘어 측정되고 계산되는 대상으로서의 시간을 부정한 작품이다. 나무 위에 녹아내려 흐르고 있는 시계는 대상으로서의 시간이 아닌 절대적이며 우월한 존재로서의 시간을 상징한다. 시계 윗 부분을 장식하고 있는 왕관은 원래는 시계의 시간을 조절할 때 쓰이는 기구이지만, 여기서는 이러한 유용성을 부인하고 인간보다 우위에 있는 절대적 존재로서의 시간을 상징하는 것으로 볼 수 있다. 양 측면에 위치한 누드의 천사 두 명이 이러한 본질적 시간으로서의 권위를 더욱더 부각시키는 역할을 하고 있다.

2. 기억의 영속(1931, 캔버스에 유채, 24.1X33cm, 뉴욕현대미술관)

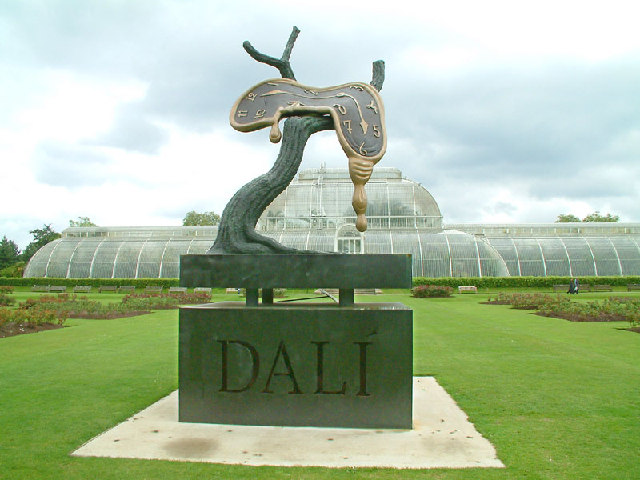
시간의 단면

살바도르 달리의 대표작이며 24x33밖에 되지 않는 작은 그림이지만, 시간에 대한 수 많은 심상치 않은 의미가 숨어있는 걸작이다. 멀리 보이는 바다와 푸르면서도 누런 하늘은 현실이라기 보다는 환상인 것 같은 분위기를 자아낸다. 또한 한 점으로 몰려들어가는 개미떼와 녹아내려 아무데나 축축 늘어져 있는 시계는 기억의 강박적인 측면과 시간의 주관성을 부각시킨다. 즉, 달리는 인간의 시간에 대한 인식을 표현하기 시작한다. 객관적이고 기계적인 실체라고 생각되었던 시간이 이렇듯 인간의 한 단면으로서 상호작용적이고 관계적인, 즉 부드러운 것으로 표현된 것에는, 아인슈타인의 상대성이론이 영향을 미쳤다는 말도 있다. 이 후 녹아 내려 흐를듯한 시계는 달리의 작품에서 되풀이 되게 된다. 왼쪽의 시간의 단면이라는 브론즈로 만들어진 작품은 이 회화작품을 되풀이 한 것이다.

3. 뉴튼에게 경의를 표함(1969, 브론즈, 70x40x132cm)

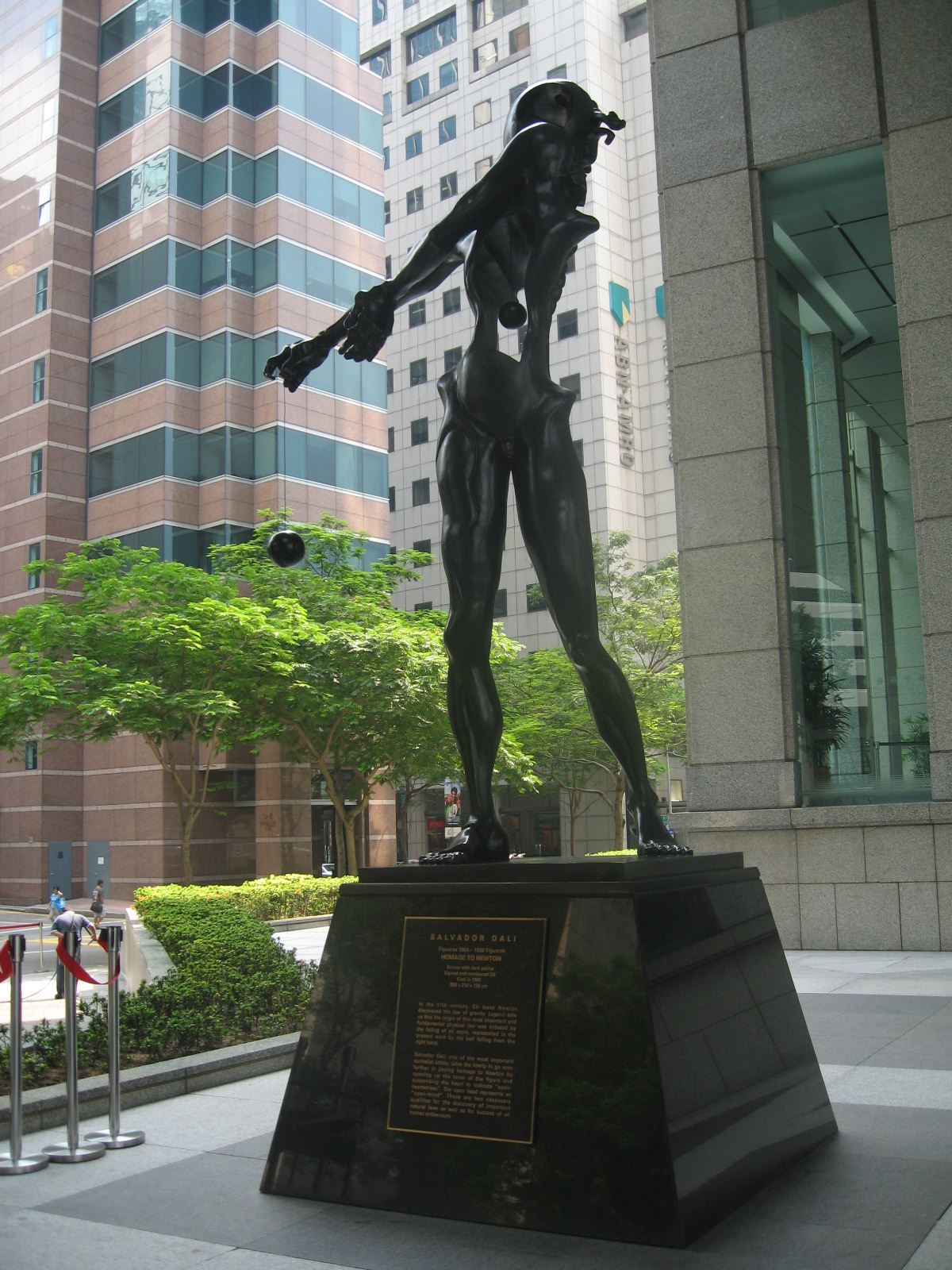
뉴튼에게 경의를 표함

언뜻 겉으로 보기에는 만유인력을 발견한 뉴턴에 대한 경의를 표하는 작품이지만, 그 속에는 차가운 회의적 의미가 담겨있다. 떨어지는 사과는 손에 줄로 연결되어 있어 더 이상 떨어지지도, 떨어져서 튀어 오르지도 못한다. 이것은 기계적이고 대상화된, 즉 죽어있는 시간을 표현한 것이라고 할 수 있다. 현대에 들어 시간이 상대적이며, 인식 속에서 무한이 변화하는 것이라는 세계관이 생겨나면서 기존의 고전적인 시간의 개념은 이미 과거의, ‘개성 없이 죽어있는’ 역사에 불과하다. 이러한 뉴턴의 공허한 ‘상징’성은 뻥 뚫린 얼굴과 배에 표현되어 있다.

### 미래주의
시인 필립포 토마소 마리네티(1876~1944)에 의해 창시된 미래주의는 1909년 [피가로]라는 잡지에 마리테니 선언문이 실림으로써 시작되었다. 이 선언문은 예술이 과거에 얽매이지 않고 기계 등 산업적 요소들이 주는 속도와 동력을 예술표현의 원천으로 삼는 것을 주된 내용으로 한다. 즉 과거와 현대의 가치의 충돌에서 오는 혼란 그 자체를 하나의 예술적 세계관으로 승화시키고자 했던 것이다.

#### 자코모 발라
자코모 발라는 이탈리아 토리노 출신의 미래주의 화가로서 초기에는 인상파적 화풍을 따랐으나 미래주의 선언 이후 이래주의의 화풍을 받아들이게 된다. 이 시기의 유명한 작품으로는 '쇠줄에 끌려가는 개의 운동’(1912), ‘바이올리니스트의 손’(1912), ‘아치형의 램프’(1910) 등이 있다. 마치 이들 그림은 시간에 따라 변화하는 연속사진들을 하나의 평면에 한꺼번에 담은 듯한 모습이다. 이렇듯 움직임을 한 화면에 표현함으로써 자코모 발라는 시간성의 문제를 해결하려 시도하였으며 또한 속도를 표현하려 하였다. 이는 동일한 공간 안에서 동시에 이루어지는 운동을 표현함으로써 미래주의 화풍의 주된 이론을 담고자 하는 시도이기도 한 것이다.

## 시간여행 아이디어
여기서 시간 여행이란 미래, 혹은 과거로의 시간 여행을 뜻한다. 위의 두개 방법은 미래로의 시간 여행이며, 나머지는 과거로의 시간 여행이다.

### 별 왕복 여행을 이용한 시간 여행
1. 빛의 속도와 가까운 속도로 우주에 있는 별로 여행한다.
2. 왕복자의 시공간이 수축하면서 지구에서 측정한 시간보다 짧은 시간 내에 여행할 수 있다.
3. 지구의 시간은 왕복자보다 빠르게 흐르기 때문에 왕복자가 경험한 시간보다 많은 시간이 흘렀다.
4. 왕복자가 지구에 왔을 때에는 왕복자가 경험한 시간보다 많은 시간이 흘렀으니 왕복자는 미래로 여행했다 할 수 있다.

빛의 속도와 거의 비슷한 속도로 500광년 떨어진 별 베텔기우스를 갔다 온다면 우주 비행사는 1000년 뒤의 미래로 갈 수 있다. 아인슈타인에 따르면 속도에 따라 시간과 공간은 함께 변하는데 속도가 빨라질수록 시간은 느려지며 공간 또한 작아진다. 만약 빛의 속도의 99.995%에 달하는 속도로 움직이는 우주선을 타고 이동한다면 우주선의 시간은 지구에서보다 1/100의 속도로 느리게 가며 우주선의 길이도 1/100로 작아보인다. 우주 비행사가 보기에 다른 행성과 별도 빛과 가까운 속도로 움직이는 것처럼 보이기 때문에 우주선에서는 베텔기우스와의 거리가 5광년으로 보인다. 우주 비행사는 10년만에 베텔기우스를 왕복할 수 있고, 왕복한 후에는 1000년 후의 지구를 볼 수 있을 것이다. 더 먼 미래를 여행하고 싶다면 더 빠른 속도를 가진 우주선을 타고 이동하거나 더 먼 별을 여행하면 된다.
프린스턴대의 리처드 고트(J. Richard Gott) 교수의 말에 의하면 위와 같은 방식으로 미래 여행을 하려면 새턴 V 로켓이 내는 출력의 4000배에 달하는 물질-반물질 로켓을 만들어야 한다. 이러한 로켓을 만들기 위해서는 물질-반물질을 저장하는 저장 탱크와 엔진, 성간 물질에 의해 발생하는 마찰열로부터 우주선을 보호하는 기술 또한 개발해야 한다. 물론 우주 비행사가 10년간의 우주 비행을 견딜 수 있는가에 대한 문제도 고려해야 한다.

### 블랙홀을 이용한 시간 여행
1. 속이 빈 구 모양의 블랙홀을 만든다.
2. 블랙홀 안에 들어가 있는다.
3. 블랙홀에서 1년을 보내면 외부에서는 5년이 흘렀으므로 미래로 여행할 수 있다.

이 방법은 중력이 클수록 시간도 느리게 흐르는 점을 이용한 방법으로 일단 블랙홀을 만들어 안으로 들어간다. 블랙홀의 중심에서 1년을 보낸다면 5년 후의 미래로 갈 수 있다. 우주선을 타고 블랙홀로 가까이 가는 것도 시간여행을 하는 한 방법이지만, 우주선이 버티지 못하므로 블랙홀을 만든 후 그 안으로 들어가 있는게 더 안전하다. 하지만 아무리 단단한 물질이라도 붕괴되지 않고 스스로 지탱하는데 한계가 있으니 이 방법으로는 시간여행에 시간 제한이 있다. 다만 시간여행에 쓰일 블랙홀을 만드는 기술은 물론 적당한 장소를 찾기 쉽지 않다는 단점이 있다.

### 윔홀(아인슈타인-로젠의 다리)(벌레구멍)
웜홀은 우리 우주와 다른 우주를 블랙홀이 연결하면서 생겨나는데 블랙홀과 화이트홀을 연결하는 일종의 지름길이다. 우주의 시공간의 구조를 결정하는 방정식인 아인슈타인 방정식을 풀면 특정한 조건에서 블랙홀이 그 해가 될 수 있다. 블랙홀에서는 시간이 한 방향으로만 흐르지만 시간이 역전할 수 있다는 조건을 도입하면 새로운 해, 즉 웜홀의 해가 등장한다. 이 해는 발견자의 이름을 따 ‘아인슈타인-로젠의 다리’라 불렀다. 아인슈타인-로젠의 다리는 블랙홀과 달리 매우 불안정해서 순식간에 생성되었다가도 바로 사라졌다. 이러한 불안정성으로 인해 존재에 큰 의의를 갖기 못했고 20여 년 동안 별다른 주목도 받지 못하고 묻혀있었다. 1950년대 후반 미국의 물리학자 휠러가 웜홀이라는 단어로 바꿔 부르며 다시 도입되었다 1985년 미국의 천문학자 칼 세이건은 ‘콘택트(contact)’이라는 소설을 쓰면서 물리학자인 킵손에게 우주여행에 대해 자문을 구하면서 본격적으로 재도입되었다.
웜홀을 이용한 시간 여행은 다소 복잡한데 우선 웜홀의 한쪽 입구(A)가 빠르게 움직여야 한다. 웜홀의 한 쪽 입구(A)를 빠르게 이동했다가 돌아오게 하면 ‘특수상대론적인 시간 지연 현상’이라는 현상이 일어나는데 이로 인해 웜홀 반대편 입구(B)의 고유 시간과 시간 지연 현상(A)이 있는 다른 입구에서 시간의 흐름이 달라진다. 따라서 반대편 입구(B)에서 출발하여 시간 지연 현상이 일어난 입구(A) 쪽으로 들어갔다 다시 처음 출발했던 입구로 돌아가면 처음 출발했을 때보다 과거로 돌아가게 된다. 반대로 시간 지연 현상이 일어난 입구(A)에서 반대편 입구(B)로 가면 미래 여행도 가능하다.
다만 아인슈타인이 지적했듯이 웜홀의 입구에서는 중력이 너무 커서 어떤 우주선이라도 산산조각 난다. 게다가 매우 불안정하기 때문에 특수한 물질로 보완해야된다. 이 물질은 질량이 0보다 작고 음의 중력을 갖고 있기 때문에 중력과 반대로 밀어내는 성질이 있다. 이 바깥쪽으로 밀어내는 힘으로 웜홀이 닫히는 것을 막아줘야 웜홀을 통과하는 여행자가 안전하다.

### 괴델의 회전하는 우주
수학논리학자 쿠르트 괴델(Kurt Gödel,1906~78)은 아인슈타인의 70회 생일을 기념하여 1949년에 출판된 책에 하나의 논문을 게재한다. 그 논문에서 괴델은, 일반상대성 이론에서 아인슈타인이 구축한 장방정식으로부터 시간여행을 가능하게 하는 해를 도출한다. 아인슈타인의 장 방정식은 질량을 가진 물체 주변의 시공간이 어떻게 구부러지는가를 나타낸 것이다. 이 방정식에 등장하는 우주상수의 크기와 물체의 분포 및 상태를 바꾸면 다양한 우주 모형을 만들 수 있다. 괴델은 아주 큰 우주상수가 있고 우주 전체가 회전하고 있다고 가정하여 아인슈타인의 방정식을 새로운 방식으로 해석하고, '회전하는 우주'라는 새로운 우주 모형을 고안했다.
괴델의 계산에 따르면, 우주는 중력에 의해 수축된다. 계속되는 수축으로 인해 우주가 붕괴되지 않는 이유는, 중력과 대항하고, 중력과 균형을 이루는 힘인 원심력이 존재하기 때문이다. 즉, 우주가 매우 빠른 속도로 회전하고 있기 때문에 우주가 현 상태로 유지되고 있다는 것이다.
괴델이 고안한 '회전하는 우주'는 700억년을 주기로 회전하고 있다. 이렇게 회전하는 우주에서는, 물질의 분포에 의해 시공간이 휘어져 '닫힌 곡선'을 형성한다. 시공간의 휘어진 통로에서 우주선이 충분이 빠른 속도로 달리면, 과거, 현재, 미래의 어느 지점이든 자유롭게 이동할 수 있다. 괴델은 '회전하는 우주' 안에서 시간 여행에 필요한 정확한 우주선의 속도와 연료, 거리와 시간까지 계산했다.
괴델이 자신의 방정식의 해를 구했다는 소식을 들은 아인슈타인은 다음과 같은 말을 남겼다.
“쿠르트 괴델의 해는 일반상대성이론의 시간개념을 정립하는 데 큰 공헌을 했습니다. 이것은 내가 일반상대성이론을 개발하던 와중에 이미 직면했던 문제입니다. 물론 그때는 이론이 완성되기 전이었으므로 문제의 심각성을 충분히 고려하지 않았습니다. ... 범우주적 관점에서 보면 굳이 과거와 미래를 구별할 필요가 없지만, 괴델이 제기한 역설은 분명 과학의 상식에 위배됩니다. ... 그러나 이것이 물리학의 법칙에 위배되는지를 따지는 것은 전혀 다른 문제입니다. 시간여행의 물리적 타당성을 확인하는 것은 매우 흥미로운 연구과제가 될 것입니다.”

### 반입자 도플갱어
영국의 물리학자 폴 디랙(Paul Dirac, 1902~1984)은 전자가 빛에 속도에 가깝게 빨리 움직이면 슈뢰딩거 방정식으로는 부족하며, 상대론을 결합한 디락 방정식을 따라야 한다고 주장한다. 이렇게 나온 디락 방정식의 문제점은 양의 에너지 뿐만이 아니라 음의 에너지가 가능하다는 것이었다. 그러나 디락은 자신의 이론을 끝까지 포기하지 않았는데, 결국 1932년 미국의 물리학자 칼 앤더슨(Carl Anderson, 1905~1991)이 제로 우주에서 날아온 전자의 반입자(양전자)를 발견하게 됨으로써 이 이론은 참임이 밝혀졌다. 

디락의 바다

이에 따라 ‘반입자’ 가 무엇인지에 대해 해석하려는 수많은 물리학자들의 시도들이 이어졌다. 존 휠러(John Wheeler, 1911~2008) 프린스턴대 교수는 반입자를 이용하면 과거로 여행하는 전자를 볼 수 있다고 주장했고 또한 우주의 모든 전자가 시간의 앞뒤로 여러 번 오갈지도 모른다고 생각했다. 이어서 리처드 파인만(Richard Feynman, 1918~1988)은 시간을 거슬러 과거로 올라가는 입자를 관측할 때, 이 입자는 반입자로 보인다고 해석했다. 그렇다면 입자와 반입자가 부딪쳐서 사라지는 것은 입자가 진행 방향을 바꿔 과거로 되돌아갔다고 생각할 수 있다. 입자와 반입자가 언제나 쌍으로 생기는 것은 과거로 거슬러 올라간 입자가 시간의 방향을 뒤집어서 미래로 나아가기 때문이다.
이러한 반물질의 특징을 응용해 시간여행에 대한 아이디어가 제시되기도 한다. 그러나 이 방법을 이용한 시간여행이 가능하려면 아주 아주 까다로운 조건들이 충족되어야 한다. 수선 우주에 거의 비슷한 수의 양전자와 전자의 수가 존재해야 한다. 그러나 현재 이 세계에는 전자의 수가 양전자의 수보다 훨씬 많다. 또한 이 잘 계획된 ‘시간여행자-반시간 여행자’ 짝이 수천 개의 수소폭탄에너지에서 생성되어야 하며 이러한 두 반대되는 성질의 여행자는 원자수준까지 정확히 복제되어야 한다.
이러한 극히 희박한(거의 불가능한) 조건들이 충족되면 반시간 여행자는 시간을 뒤로(혹은 앞으로) 여행할 수 있게 된다. 그러나 여기서 문제가 하나 더 발생하게 되는데, 시간 여행자가 다시 돌아오려면 시간을 자신과 반대로 여행하는 시간여행자를 다시 만나서 서로 대응되는 입자와 부딪혀 소멸해야 한다는 것이다. 이 때 엄청난 에너지가 발생할 수 있으며 이에 따라 시간여행자의 몸이 찢어질 수도 있으니 매우 조심해야 한다.

## 시간 개념이 삽입된 매체 속 작품

### 만화 및 애니메이션
시간을 소재로 한 애니메이션이자 만화엔 일일외출록 오오츠키가 있다.
지하 감옥에서 노역을 하며 살아야 했던 오오츠키란 남자가 있다.
그 감옥은 돈으로 하룻동안 감옥 밖에서 지낼 수 있는 외출권을 사용할 수 있게 하는데 그 사람은 노역 및 놀음, 기타 사업으로 돈을 얻는다.
이 작품은 감옥 밖에 있을 때와 안에 있을 때의 시간을 알차게 알차게 보내고자 열심히 살아가는 그의 스토리로 이뤄졌다.

### 시간 여행 영화

#### 12몽키즈
1996년 미국에서 만들어진 스릴러 SF영화로 브루스 윌리스, 브래드 피트 등 다수의 세계적인 유명 배우들이 주인공으로 연기했다. 영화의 기본 모티브는 시간여행과 숙명론적 세계관, 그리고 인류멸망이라고 할 수 있겠다. 내용은 대략 다음과 같다.
2035년 50억 명의 인류를 죽음으로 몰아넣은 바이러스 테러 이후 살아남은 인간들은 지하로 숨어들어간다. 제임스 콜은 이들로부터 파견된 자료수집가이다. 그의 임무는 과거로 가서 바이러스 테러와 관련된 정보를 수집하는 것이다. 이렇게 모아진 정보를 통해 과거의 테러를 막으려는 것이다. 그러나 시간여행의 과정에서 콜은 몇 가지 문제를 겪는다. 1996년으로 보내져야 하는데 착오로 인해 1990년으로 보내져서 정신병원에 갇히기도 하고, 1910년대 프랑스 전쟁터에 보내기지도 한다. 정신병원에 갇힐 당시 그의 주치의였던 레일리 박사는 처음에는 그의 말을 믿지 않았으나, 6년 후 우연히 실제로 그가 시간여행을 한다는 증거들을 본 다음부터 그를 믿기 시작한다.
영화에서 제프리(브래드 피트)는 미래에서 온 자료 수집자 제임스 콜(브루스 윌리스) 로부터 바이러스 테러를 일으켜 인류를 멸망하게 한 12몽키즈라는 집단의 수장으로 의심받는다. 그러나 실제 12몽키즈라는 집단은 바이러스 테러와는 상관없는 순수 동물애호단체였다. 그리고 제프리는 바이러스 연구학자인 자신의 아버지가 동물을 실험 대상으로 연구하는 것에 대하여 반감을 가지고 동물원의 동물을 도시에 풀어버리는 일을 계획했을 뿐이었다.
결론적으로 실제 바이러스 테러범은 제프리의 아버지 밑에서 일하던 조수였으며, 이를 알게 된 콜은 그를 막으려다 총격으로 죽는다. 이 장면은 영화의 하이라이트라고 할 수 있는데, 그 이유는 이 장면이 제임스 콜 자신이 어렸을 때부터 자주 꿔온 꿈이었기 때문이다. 어른이 된 자신이 총에 맞아 죽고, 레일리 박사가 이를 보고 뛰어오는 장면을 목격하는, 즉 이 꿈의 주체인 어린아이는 실제 어린 제임스 콜이다. 이러한 설정은 미래와 과거를 통해 같은 사건이 영원히 반복해서 일어나게 된다는 심오한 의미를 내포하게 된다.

#### 백 투 더 퓨처
1987년에 개봉한 영화로 전체적으로 1950년대를 배경으로 하는 영화로 영화 줄거리는 다음과 같다.
힐 밸리에 사는 주인공 마티 맥플라이는 록큰롤, 스케이트보드, 그리고 자동차를 좋아하는 고교생으로, 아버지 죠지와 어머니 로레인, 그리고 형과 누나가 있는 가정의 평범한 청소년이다. 평소 친하게 지내던 괴상한 발명가 에메트 브라운 박사가 스포츠카 드로리안을 개조해 타임머신을 만들지만, 뜻밖의 사고로 브라운 박사는 테러범들에게 총을 맞고 위험해진 마티는 타임머신을 타고 30년 전으로 간다. 과거로 돌아간 마티는 젊었을 때의 아버지와 어머니를 만나게 되는데 아버지는 어머니를 짝사랑하나 소극적인 성격이고 어머니는 미래의 아들인 마티를 좋아하게 된다. 아버지와 어머니가 만나지 못하면 자신의 존재가 사라지게 된다는 것을 알게 된 마티는 부모님의 만남을 돕는다. 다행히 아버지의 용기로 인해 부모님의 만남은 해결되었지만 마티는 미래로 돌아갈 방법은 여전히 묘연하다.
본 영화에서는 시간 여행의 역설 중 하나를 보여주는데 어머니가 미래의 아들을 좋아하게 된 것처럼 시간 여행을 하면 결과가 원인을 앞지르는 상황이 발생할 수 있다는 역설이다.

#### 백 투 더 퓨처2
2015년의 비프가 스포츠 연감 즉, 책 안에 1950년부터 2000년까지 온갖 스포츠에 관련된 모든 결과들이 기록되어있는 책을 가지고 재빨리 타임머신을 훔쳐 타고 1955년 시대의 청년 비프를 찾아가서 스포츠 연감 책을 보여주면서 스포츠 어느 팀이든 관계없이 이긴 팀에게 돈을 걸기만 하면 절대로 지지 않다고 말하고는 2015년으로 다시 되돌아온다. 즉, 비프 자신을 패망하거나 없애는 이유도 아닌 완전히 부유층과 행복하게 살게 하려는 목적이고 성공했는데도 불구하고 정작 늙은 비프는 대신 사라진다.
여기서 교훈이 두 가지가 있다.
첫째는 자신을 아무리 좋은 인생으로 이끌기 위해 과거의 자신을 바꾸면 정작 그 전의 자신은 사라진다는 교훈이 있다.
둘째는 현재 사는 시점에서 자신이 과거나 미래를 한 번에 가는 타임머신을 타면 그 쪽에 갈 때에 자기가 자연적으로 더 젊어지거나 어리거나, 혹은 나이가 드는 게 아니라 오히려 자신의 몸은 그대로인 상태에서 과거의 또다른 자신과 미래의 또다른 자신을 만나는 시간적과 공간적인 현상이 나타난다는 교훈이 담겨져 있다.
마지막으로 자신이 혹시 좋은 이익을 위해서라도 그걸 조심성없이 행동하다 오히려 정작 상대방에게 눈에 띄면 큰 손해를 볼 수도 있다는 교훈도 있다. 실제 영화에서도 마티 맥플라인이 2015년 미래로 가서 스포츠 연감 책을 사면서 1985년으로 되돌아가 스포츠 도박으로 이기겠다는 욕망을 하려다 그걸 비프 텐넨이 몰래 듣고 빨리 먼 과거의 자신에게 그 스포츠 연감뿐 아니라 또 마티 맥플라인의 아이디어까지 훔쳐 스포츠 연감을 통해 비프가 큰 부자가 되고 세상이 망하게 되는 재앙을 초래했다.

## 걸리는 시간
여기서는 어떤 물체나 사람 등이 처음부터 끝까지 걸리는 시간을 말한다.

### 짧은 시간
1. 초고속카메라의 한 번 셔터 스피드하는 시간 : 1,000,000,000,000분의 1초[19]
2. 미리러스카메라의 셔텨 스피드 : 6,000분의 1초[20]
3. 컴퓨터가 가감승제 계산 한 번 하는데 걸리는 시간 : 1,000,000,000,000,000분의 1초[21]
4. 벼락이 떨어지는데 걸리는 시간 : 0.00007초[22]
5. 모기가 1회 날개치는 시간 : 250분의 1초~ 800분의 1초[23]
6. 눈에 들어온 정보가 뇌에 전달되어서 반응하는 시간 : 0.15초[24]
7. 야구 선수의 스윙 : 0.2초[25]
8. 지구에서 달까지 빛으로 가는데 걸리는 시간 : 1.255초[26]
9. FIFA 월드컵에서 최단 시간 골 : 11초 (2002년 FIFA 월드컵)
10. 음식을 먹고 난 후 음식물이 위까지 도착하는 시간 : 30초[27]
11. 세계 마라톤의 최단 시간 : 2시간 1분 39초[28]
12. 서울특별시에서 부산광역시까지 최단 시간 : 2시간 15분[29]
13. 태양에서 명왕성까지 빛이 도달하는 시간 : 5시간 27분[30]
14. 프랑스 파리에서 부산까지 기차 타는데 걸리는 시간 : 40시간 (이론)[31]
15. 보름달에서 다음 보름달이 되는데 걸리는 기간 : 28.8일[32]
16. 인간의 임신 기간 : 266일[33]
17. 지구가 태양을 1바퀴 도는데 걸리는 시간 : 365.256일
18. 코끼리의 임신 기간 : 610일[34]
19. 남북전쟁이 시작되고 끝나는데 걸리는 시간 : 4년 (1861년 ~ 1865년)
20. 닭의 수명 : 5 ~ 10년
21. 개의 최대의 수명 기간 : 29년 (평균수명 15년)[35]

### 긴 시간
1. 대한민국이 사상 처음으로 FIFA 월드컵에서 다음 FIFA 월드컵 본선까지 진출하는 시간 : 32년 (1954년 FIFA 월드컵 ~ 1986년 FIFA 월드컵)
2. 한일 강제 병합이 시작되고 끝나는데 걸리는 시간 : 35년 (1910년 ~ 1945년 8월 15일)
3. 동독과 서독이 분할하고 나서 통일되는데 걸리는 시간 : 45년 (1945년~1990년 10월 3일)
4. FIFA 월드컵이 처음 개최하고 난 후, 일본이 FIFA 월드컵에 사상 최초로 참가하는데 걸리는 시간 : 68년 (1930년 FIFA 월드컵 ~ 1998년 FIFA 월드컵)
5. 소련이 세워지고 나서 붕괴되는 시간 : 68년 (1922년 12월 30일 ~ 1991년 12월 26일)
6. 2022년 때까지 인간의 수명 : 84년[36]
7. FIFA 월드컵이 처음 개최 후, 카타르가 FIFA 월드컵 본선에 사상 최초에 참가할 때까지 걸리는 시간 : 92년 (1930년 FIFA 월드컵 ~ 2022년 FIFA 월드컵)
8. 백년 전쟁이 본격적으로 끝난 시간 : 116년 (1337년 ~ 1453년)
9. 인간이 최고의 장수 기록 : 122년 6개월[37]
10. 제임스타운으로 영국이 북아메리카 땅을 맨 처음 밟고 나서 아메리카 합중국이 탄생해 독립한 기간 : 156년 (1620년 제임스타운 ~ 1776년 7월 4일 (미국 독립선언)
11. 한반도에서 최초의 국가(고조선 = 단군왕검)가 세워지고 맨 처음으로 한글(훈민정음)이 탄생(세종대왕)하는데 걸리는 시간 : 3779년 (기원전 2333년 ~ 기원 후 1446년 9월)
12. 최초의 인류가 출현하고 나서 현재까지 : 700만년[38]
13. 백악기나 쥐라기 때에 공룡이 출현해서 현재까지 : 2억3,000만 년[39]
14. 지구에서 첫 생명이 생기고 나서 현재까지 : 약 30억 년
15. 태양이 은하계를 한 바퀴 공전하는데 걸리는 시간 : 2억 2천만 년 ~ 2억 3천만 년[40]
16. 우리 은하의 최대 연령 : 132억 년
17. 우주의 연령 : 137억 7천만 년[41]

## 용어
한자어 '時間'은 일본에서 영어 'time'을 번역한 근대적 개념어이다. 근대 이전부터 쓰이던 '시각(時刻)'이라는 용어도 현재 같이 쓰이고 있다.

## 같이 보기
- 시간의 비교
- 연대학, 연대기
- 시공간
- 시간의 문제
- 플랑크 시간
- 시간 관리
- 사건
- 지속
- 변화
- 인과율

## 참고 문헌
- 세계문화심층탐구시리즈, 시간(리듬과 휴지), 마리 루이, 촌 프란쯔 지음
- 세친 지음, 현장 한역, 권오민 번역. 《아비달마구사론》. 한글대장경 검색시스템 - 전자불전연구소 / 동국역경원. |title=에 외부 링크가 있음 (도움말)
- 시간에 대한 거의 모든 것들, 스튜어트 매크리디 지음, 남경태 번역, 휴머니스트, 2010
- 물리학자는 영화에서 과학을 본다, 정재승 지음, 동아시아, 2005